# Assedio di Waco
L'assedio di Waco (in inglese: Waco siege), noto negli Stati Uniti anche come il massacro di Waco (Waco massacre), è stato un assedio condotto da agenti dell'FBI e dell'ATF con il supporto della polizia dello Stato del Texas, avvenuto tra il 28 febbraio e il 19 aprile 1993.
L'intento era di espugnare un ranch, il Mount Carmel Center, nella località di Elk, nell'area non incorporata di Axtell, 21 km a nord-est di Waco e parte della sua area metropolitana, nel quale aveva sede l'organizzazione dei davidiani, una setta religiosa cristiana. L'assedio, durato 51 giorni, ebbe inizio dopo una sparatoria in cui avevano perso la vita 4 agenti federali e 6 membri della setta e si concluse con l'incendio del complesso, in cui persero la vita 76 persone, fra cui 25 bambini, due donne in gravidanza e il leader della setta, David Koresh. La sparatoria iniziale era scoppiata quando l'ATF aveva tentato di eseguire un mandato di perquisizione del complesso e di arresto per lo stesso Koresh e altri membri del suo gruppo, sospettati di possesso illegale di armi da fuoco.
L'ATF aveva programmato la perquisizione e gli arresti con un'operazione in forze. Tuttavia un reporter locale, venuto a conoscenza dell'operazione da una soffiata, cercando il complesso si perse e chiese indicazioni ad un postino il quale, all'insaputa del giornalista, faceva parte della setta. Quest'ultimo, tornato rapidamente al complesso, avvisò Koresh e gli altri, dando loro il tempo di prepararsi prima dell'arrivo degli agenti federali. Il fallimento dell'irruzione portò all'assedio, in cui intervenne l'FBI a causa della morte di agenti dell'ATF nella sparatoria; l'omicidio di agenti federali è infatti un reato di competenza del Federal Bureau of Investigation. Nei cinquantuno giorni che seguirono, i negoziatori riuscirono a far uscire 35 persone dal ranch, tra cui molti bambini, ma infine, per sbloccare la situazione, si decise per l'utilizzo di gas lacrimogeno per far uscire tutti gli adepti senza irrompere in forze. In poco tempo, si generò un incendio e l'intero edificio andò in fiamme, causando la morte di tutti coloro che erano all'interno, ad esclusione di 9 persone che scamparono al fuoco uscendo in tempo. Complessivamente morirono 4 agenti dell'ATF e 82 davidiani, di cui 28 bambini.
Su molti eventi relativi all'assedio e all'attacco finale con il gas, in particolare l'origine dell'incendio, le fonti non sono univoche. I vari rapporti del Dipartimento di giustizia, tra l'ottobre 1993 e il luglio 2000, concludono che anche se l'FBI usò granate lacrimogene potenzialmente incendiarie, furono i davidiani ad appiccare il fuoco, come riportate dalle intercettazioni audio relative a diverse specifiche discussioni tra Koresh e altri membri della setta, circa il gettare carburante sui mucchi di fieno all'esterno, e le riprese aeree le quali mostravano tre simultanei luoghi di ignizione del fuoco in zone diverse del complesso. L'FBI conferma che nessun loro agente sparò il giorno dell'incendio. Le critiche invece affermano che le forze dell'ordine quel giorno aprirono il fuoco e suggeriscono che una combinazione di colpi d'arma da fuoco e gas lacrimogeno incendiabile sia la vera causa dell'incendio.
L'assedio di Waco è stato citato da Timothy McVeigh come la principale motivazione che lo spinse, assieme a Terry Nichols, ad attuare l'attentato di Oklahoma City esattamente due anni dopo, il 19 aprile 1995, e viene ritenuto anche una delle cause all'origine del Movimento della milizia e della crescita dell'opposizione alla regolamentazione delle armi da fuoco negli Stati Uniti.

## Gli antefatti

### I davidiani
Il "Ramo dei Davidiani" (in inglese: The Branch Davidians) erano un gruppo religioso nato da uno scisma all'interno de "La verga del pastore", propaggine della Chiesa cristiana avventista del settimo giorno, avvenuto in seguito alla morte del loro fondatore, Victor Houteff nel 1955. Egli aveva fondato il gruppo nel 1930, i cui membri si definivano "davidiani", secondo una sua personale profezia sull'imminente apocalisse che avrebbe visto la seconda venuta di Gesù Cristo e la sconfitta delle armate del male di Babilonia la Grande. Con il gruppo che guadagnava adepti, la loro leadership decise di spostarsi su una collina alcuni chilometri a nord di Waco, in Texas, che rinominarono Mount Carmel, dal Monte Carmelo menzionato nel Vecchio Testamento (Giosuè 19,26), dove i membri vivevano in una sorta di comune.
Alcuni anni dopo, si spostarono in un'area più ampia, a est, dove nel 1959 la vedova di Victor, Florence Houteff, annunciò che l'atteso armageddon stava per giungere e ai membri del gruppo fu detto di radunarsi al Mount Carmel Center dove avrebbero atteso l'evento. Lì, molti di loro vi costruirono delle abitazioni, altri rimasero in tende, furgoni o bus, la maggior parte di loro vendettero tutto ciò che possedevano.
Nonostante la profezia della signora Houteff, alla morte del marito nel 1955, era avvenuto lo scisma e il controllo del Centro era finito nelle mani di Benjamin Roden, uno dei fondatori dei davidiani, il quale aveva promosso credi dottrinali differenti da quelli di Houteff stesso. Alla morte di Roden, il Centro venne guidato dalla moglie, Lois, la quale considerava suo figlio, George Roden, non adatto ad assumere la posizione di profeta preferendogli, anni dopo, un certo Vernon Wayne Howell, in seguito divenuto noto come David Koresh.
Nel 1984, una riunione ufficiale condusse alla divisione del gruppo: una fazione guidata da Howell, che si definiva l'originale "ramo dei davidiani", e un'altra guidata da George Roden. Quest'ultimo espulse Howell e i suoi seguaci sotto la minaccia delle armi e questi si spostarsi quindi a Palestine, sempre in Texas.

### Koresh assume la leadership
Dopo la morte di Lois Roden nel novembre 1986 e la lettura del suo testamento nel gennaio 1987, dove lasciava la guida della setta ad Howell, quest'ultimo tentò di prendere il controllo del Mount Carmel Center. In risposta, George Roden aveva fatto dissotterrare il cadavere della defunta Anna Hughes dal vicino cimitero davidiano e aveva quindi sfidato Howell a farla risorgere per provare di essere il legittimo erede del gruppo. Howell invece andò dalla polizia e denunciò Roden per vilipendio di cadavere, ma il procuratore della contea si rifiutò di accusare Roden non avendo prove.

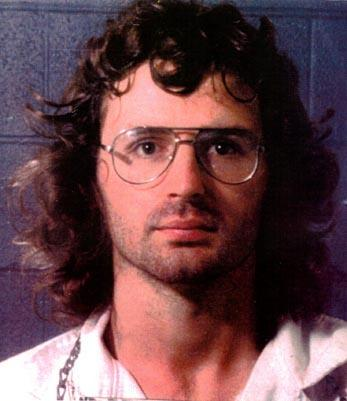
Vernon Howell (poi David Koresh) in una fotosegnaletica del 1987

Il 3 novembre 1987, Howell e sette compagni armati tentarono di entrare nella cappella del Mount Carmel Center, con l'intento di fotografare il corpo nella bara come prova per l'incriminazione. Roden, tuttavia, era stato informato e iniziò a sparare contro il gruppo di Howell. Gli agenti del Dipartimento dello Sceriffo giunsero venti minuti dopo l'inizio della sparatoria, durante i quali Roden stesso era rimasto ferito. Lo sceriffo raggiunse al telefono Howell e gli ordinò di smettere di sparare e di arrendersi. Howell e i suoi compagni, soprannominati gli "otto di Rodenville" dai media, furono processati per tentato omicidio il 12 aprile 1988. Sette di loro furono assolti, ma la giuria non raggiunse un verdetto unanime per Howell. Il procuratore della Contea decise infine di lasciar cadere le accuse.
Nonostante tutti i tentativi, il giudice Herman Fitts si rifiutò di accettare la bara come prova per il caso, asserendo che il tribunale non era il posto per le spoglie, quando l'avvocato della difesa Gary Coker ne richiese la presenza. Alle domande riguardo alla bara, Roden ammise di aver tentato di far risorgere Anne Hughs in tre occasioni.
In attesa del processo, Roden fu incarcerato per ordine della corte per turpiloquio in atti giudiziari. Roden aveva infatti minacciato la Corte di trasmettere loro malattie sessualmente trasmissibili se il verdetto fosse stato in favore di Howell. Parallelamente a ciò, passò sei mesi in prigione per aver depositato mozioni legali contenenti linguaggio esplicito. Trascorse altri novanta giorni in prigione per aver vissuto nella proprietà, dopo che gli era stato intimato di lasciarla, e per essersi autodefinito il leader del gruppo religioso, in un altro caso nel 1979. Il giorno dopo l'arresto, Perry Jones e altri seguaci di Howell lasciarono Palestine per trasferirsi al Mount Carmel Center. A metà del 1989, Roden usò un'ascia per uccidere un davidiano di nome Wayman Dale Adair, il quale voleva discutere con lui riguardo a una propria visione secondo cui era Adair stesso il messia scelto da Dio. Roden fu ritenuto colpevole ma ottenne l'infermità mentale e venne rinchiuso in un ospedale psichiatrico. Dopo la condanna, Howell raccolse fondi per pagare tutte le tasse non pagate dal Mount Carmel Center durante la guida di Roden, divenendo infine il legale amministratore della proprietà. Terminate le procedure legali, in un'intervista di novanta minuti, l'avvocato davidiano Douglas Wayne Martin fece notare che il suo gruppo religioso faceva avanti e indietro dal tribunale sin dal 1955. L'intento era di attirare l'attenzione del pubblico tramite una presunta persecuzione religiosa da parte delle autorità.
Il 5 agosto 1989, Howell rilasciò l'audiocassetta "Nuova Luce" ("New Light"), nella quale affermò che Dio gli aveva detto di procreare con le donne del gruppo per dare vita alla "Casa di Davide" per il suo "Popolo speciale". Ciò condusse alla separazione delle coppie sposate del gruppo, le quali dovettero accettare che solo Howell poteva avere rapporti con le mogli, mentre gli uomini dovevano rimanere casti. Howell inoltre rivelò che Dio gli aveva detto anche di costruire un "Armata di Dio" per prepararsi alla fine dei giorni e alla redenzione dei suoi seguaci.
Il 15 maggio 1990, Howell compilò una petizione alla Corte Superiore dello Stato della California a Pomona, per cambiare legalmente il suo nome "per scopi pubblicitari e commerciali" in David Koresh. Il 28 agosto, la sua petizione venne accolta. Entro il 1992, tutte le proprietà dei davidiani erano state vendute ad eccezione di un terreno di trentuno ettari. La maggior parte degli edifici erano stati abbattuti o recuperati per sfruttarne i materiali da costruzione, convertendo così la maggior parte della cappella principale e l'alto serbatoio d'acqua in appartamenti per i membri del gruppo residenti al Mount Carmel Center. Molti di essi erano davidiani da generazioni ormai e molti avevano famiglie numerose.

### Le accuse dei giornali e le indagini federali
Il 27 febbraio 1993, il Waco Tribune-Herald iniziò a pubblicare "Il Messia Peccatore" ("The Sinful Messiah"), una serie di articoli firmati da Mark England e Darlene McCormick, in cui si denunciava che Koresh avesse fisicamente abusato di bambini nel complesso del Mount Carmel Center e commesso violenza sessuale prendendo come compagne ragazze minorenni. Koresh fu inoltre accusato di poligamia, essendo di fatto sposato con molte donne residenti nella comunità. Gli articoli infine affermavano che Koresh avesse ammesso di avere almeno centoquaranta mogli, di poter reclamare per sé ogni donna nel gruppo, di essere padre di almeno una dozzina di bambini e di aver sposato alcune delle sue mogli quando avevano dodici o tredici anni.
In aggiunta alle denunce dei giornali di abusi sessuali e cattiva condotta, Koresh e i suoi seguaci divennero sospettati dal Bureau of Alcohol, Tobacco, Firearms and Explosives (ATF) per possesso illegale di armi da fuoco. Nel maggio 1992, infatti, il vicecapo Daniel Weyenberg del Dipartimento dello Sceriffo Harwell della Contea di McLennan chiamò l'ATF per notificare che il suo ufficio era stato contattato da un rappresentante locale della società UPS, preoccupato circa il rapporto di un trasportatore. Quest'ultimo aveva informato i suoi responsabili che durante una consegna al complesso dei davidiani una scatola si era rotta rivelando una mezza dozzina di granate all'interno. Il trasportatore aveva inoltre affermato che i davidiani avevano ricevuto consegne da un commerciante d'armi per mesi interi.
Il 9 giugno, l'ATF aprì un'indagine ufficiale e una settimana dopo questa venne classificata come sensibile, "richiedendo così un alto grado di controllo" sia dalla sede di Houston che dal quartier generale a Washington. Il documentario Inside Waco afferma invece che le indagini cominciarono quando, nel 1992, l'ATF iniziò a preoccuparsi per un rapporto relativo ad armi da fuoco automatiche forse proveniente da un agente infiltrato nel Mount Carmel Center. Ad ogni modo, il 30 luglio, gli agenti dell'ATF Aguilera e Skinner visitarono il venditore d'armi Henry McMahon che riforniva i davidiani e che tentò di metterli in contatto telefonico con Koresh. Quest'ultimo offrì di lasciar ispezionare all'ATF le armi e i relativi documenti in possesso ai davidiani e chiese di parlare direttamente con Aguilera, ma l'agente declinò l'offerta.
Lo sceriffo Harwell riferì ai giornalisti che degli agenti delle forze dell'ordine avevano parlato con Koresh dicendogli esplicitamente "esci e parla con loro, cosa c'è di male nell'informarli?". L'ATF iniziò a tenere sotto sorveglianza l'intero complesso del Mount Carmel Center da una casa poco lontana già mesi prima dell'assedio, anche se la loro copertura era piuttosto scarsa: studenti universitari trentenni, con auto nuove, che non erano iscritti in nessuna università locale e non avevano abitudini tipiche degli studenti. Le indagini compresero anche l'invio di un agente sotto copertura, Robert Rodriguez, la cui identità era però nota a Koresh, il quale decise tuttavia di non rivelare la sua identità fino al giorno della perquisizione.
L'ATF ottenne un mandato di perquisizione basato sul sospetto che i davidiani stessero modificando le armi per ottenere armi automatiche in modo illegale. L'ex davidiano Marc Breault affermò che Koresh possedeva "componenti per i castelli dei fucili M16". Combinare i componenti degli M16 con i castelli di AR-15 modificati è, secondo la regolamentazione dell'ATF, "possesso atto a realizzare" armi automatiche non registrate, secondo la Legge sulla protezione dei proprietari di armi da fuoco del 1986.

### L'affidavit di Aguilera
L'ATF si basò su un affidavit dell'agente speciale David Aguilera per ottenere il mandato di perquisizione e di arresto che portò all'assedio di Waco. La data ufficiale dell'affidavit è il 25 febbraio 1993. Presumibilmente, le indagini iniziali cominciarono nel giugno 1992, quando un postino informò lo sceriffo della Contea di McLennan di aver trasportato esplosivi al negozio di armi posseduto e gestito dai davidiani. Questo negozio, chiamato "Mag-Bag", venne segnato da questo postino come "sospetto", relativamente alle sue consegne. Il postino continuò a consegnare comunque pacchi al Mount Carmel Center e riportò nel suo affidavit di aver visto personale armato in postazioni d'osservazione.
Lo sceriffo venne avvisato tra maggio e giugno 1992 di due casi relativi a granate inerti, polvere da sparo nera, 90 libbre di alluminio metallico in polvere e 30-40 tubi di cartone. Inoltre, lo sceriffo notificò un'altra consegna di sessanta caricatori STANAG per AR-15 e M16, che portò Aguilera a scrivere nel suo affidavit per giustificare l'indagine dell'ATF: "Sono stato coinvolto in molti casi dove gli imputati, a seguito di processi relativamente semplici, convertirono fucili semi-automatici AR-15 in fucili completamente automatici della natura degli M16".
Nel novembre 1992, un agricoltore informò lo sceriffo di aver udito spari di armi automatiche. "Dal rumore", disse, "erano probabilmente un'arma automatica calibro .50 e diversi M16". L'agricoltore disse di avere familiarità con le armi automatiche, avendo servito oltremare con l'Esercito. L'affidavit si chiude con la verifica da parte di Aguilera dell'intera storia attraverso interviste alle parti in causa e al produttore d'armi da cui il Mag-Bag si riforniva. Tra gli oggetti acquistati, vi erano più di 45 castelli per gli AR-15 e 5 per gli M16 su cui e Aguilera annotò: "Questi kit contengono tutte le parti di un M16 ad eccezione dell'unità inferiore del castello, che è l''arma da fuoco' per legittima definizione". Aguilera afferma poi che, dal punto di vista legale, né i rumori di sparo, né i componenti acquistati fossero necessariamente fatti criminosi.

## Gli eventi

### I preparativi

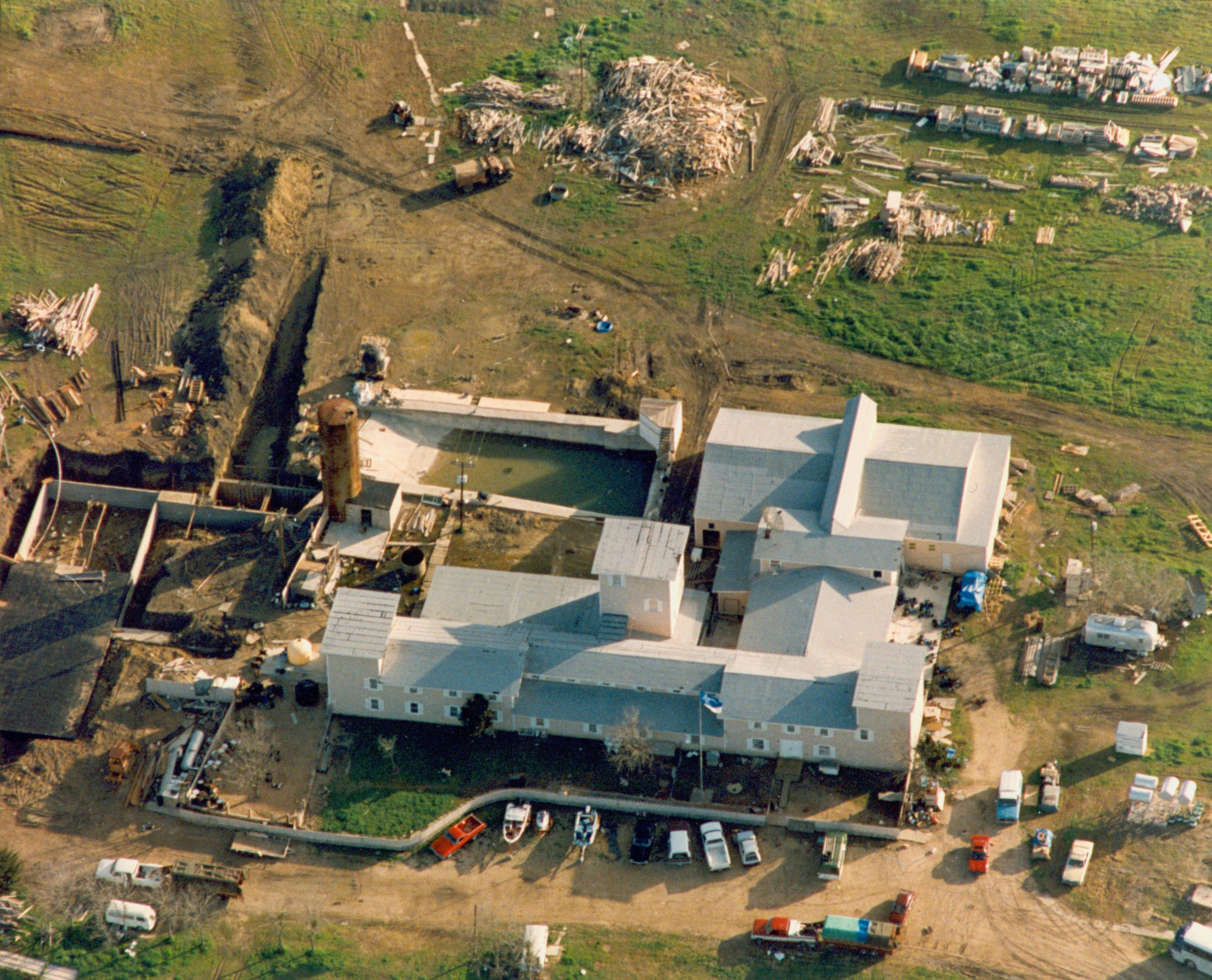
Il Mount Carmel Center fotografato durante l'assedio

Usando l'affidavit dell'agente Aguilera, il quale denunciava in conclusione che i davidiani avessero violato la legge federale, l'ATF ottenne un mandato di perquisizione e dei mandati d'arresto per Koresh e altri seguaci per possesso illegale di armi, citando le molte armi da fuoco che avevano accumulato. Il mandato di perquisizione stabiliva che fosse eseguita entro il 28 febbraio 1993, di giorno tra le ore 06:00 e le ore 22:00. L'ATF affermò che Koresh forse aveva anche un laboratorio di metanfetamine, per stabilire un nesso con fatti di droga e ottenere risorse militari, sfruttando le direttive sulla guerra alla droga. Quindi, anche se le indagini dell'ATF "si concentrarono su violazioni sulle armi da fuoco, non su droghe illegali", l'agenzia federale richiese assistenza alla Drug Enforcement Administration e al Dipertimento della Difesa "citando una connessione con la droga" basata su una recente consegna al Mount Carmel Center di "prodotti chimici, strumenti e vetreria", una testimonianza scritta di un ex membro dei davidiani, il quale affermava che "Howell gli aveva detto che il traffico di droga era un modo auspicabile per fare soldi", sui "precedenti legati alla droga" di diversi davidiani, su due ex membri della setta ora in carcere per crimini legati al traffico di droga e sulle immagini termiche realizzate dalla Guardia Nazionale che mostravano "un punto caldo dentro al complesso, forse indicante un laboratorio di metanfetamine". Anche se la richiesta di assistenza iniziale venne approvata, il comandante del distaccamento delle Forze Speciali ebbe dei dubbi al riguardo e l'ATF ottenne così solo l'addestramento a Fort Hood, in Texas, dal 25 al 27 febbraio, con ispezioni di sicurezza, ed equipaggiamenti medici e per le comunicazioni.
L'ATF aveva pianificato il raid per lunedì 1º marzo 1993, nome in codice "Showtime". In seguito, l'ATF affermò di aver anticipato il raid al giorno precedente, il 28 febbraio, a causa della serie di articoli "Il Messia Peccatore" del Waco Tribune-Herald, che l'agenzia aveva cercato di impedire la pubblicazione per quel giorno. A partire dal 1º febbraio, agenti dell'ATF ebbero infatti tre incontri con lo staff del giornale per posticipare la pubblicazione degli articoli. Al giornale fu detto inizialmente che l'ATF avrebbe effettuato il raid il 22 febbraio, poi che era stato spostato al 1º marzo e infine ad una data non definita. Gli agenti ritenevano che il giornale avrebbe posticipato la pubblicazione su loro richiesta per almeno tre settimane. In un incontro del 24 febbraio tra lo staff del Tribune-Herald e l'agente Phillip Chojancki con due suoi colleghi, l'ATF non poté riferire chiaramente ciò che l'operazione prevedeva, né quando era prevista. Il giornale invece informò l'agenzia federale che stavano per pubblicare gli articoli, incluso un editoriale che chiedeva alle autorità locali di agire. I giornalisti del Tribune-Herald scoprirono dell'imminente raid dopo l'uscita del primo articolo, il 27 febbraio.
L'ATF avrebbe voluto arrestare Koresh quando non era al Mount Carmel Center, ma ricevette informazioni, poi rivelatesi inaccurate, secondo cui lasciava raramente il complesso. I davidiani erano ben noti nella zona e avevano relazioni cordiali con gli abitanti locali. Essi si sovvenzionavano in parte commerciando alle fiere sulle armi e si assicuravano di avere i documenti in regola affinché le transazioni fossero legali. Il davidiano Paul Fatta possedeva una licenza federale come commerciante di armi da fuoco, necessaria per il Mag-Bag, e quando i rifornimenti per l'azienda arrivavano, i documenti venivano firmati proprio da Fatta, da Steve Schneider, uno dei più stretti collaboratori di Koresh, o da Koresh stesso. Paul Fatta e suo figlio Kalani non furono coinvolti negli eventi di Waco, poiché la mattina del raid erano in viaggio per affari, diretti alla fiera delle armi di Austin.

### Il raid

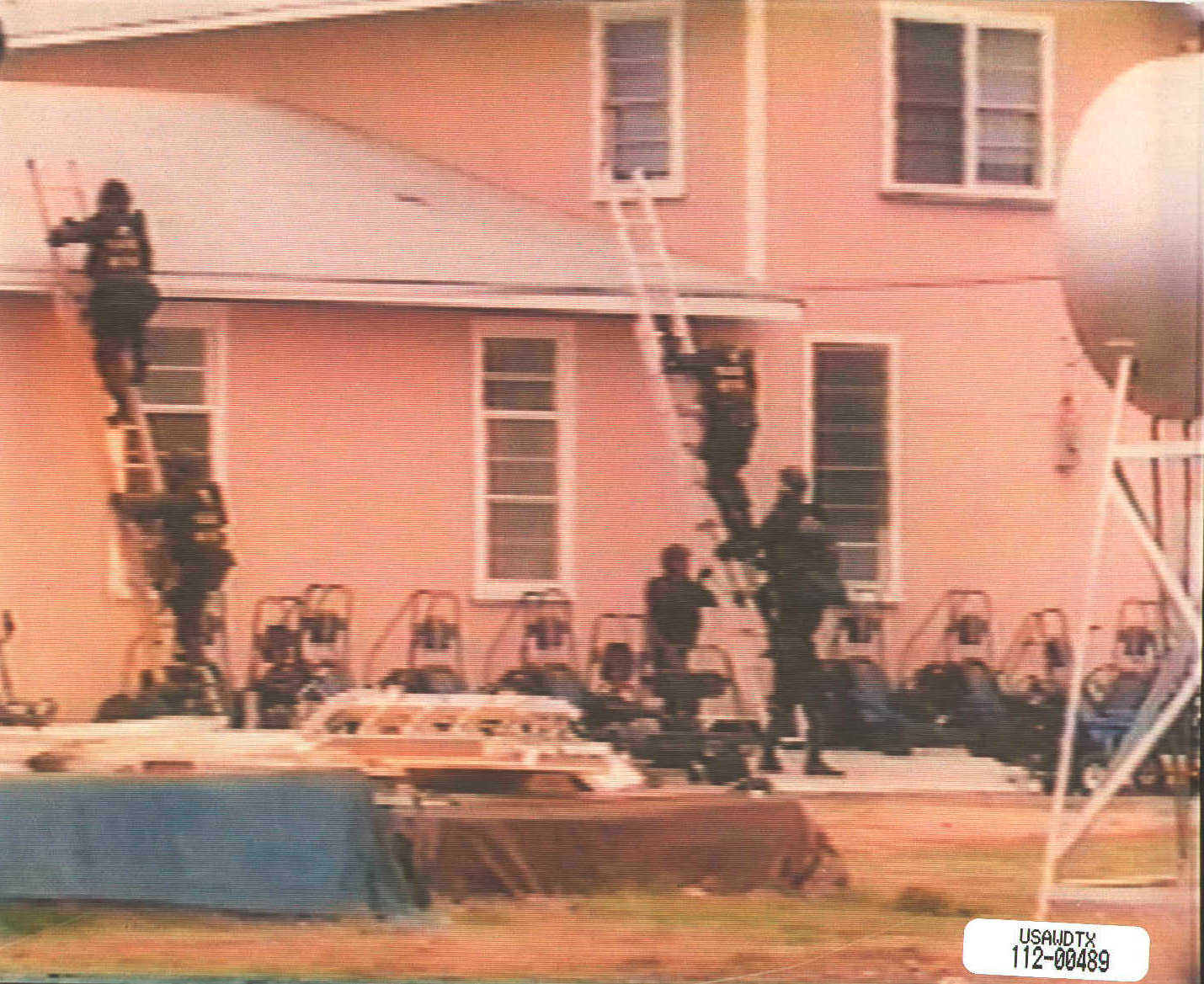
Agenti dell'ATF mentre tentano di entrare nel complesso dei davidiani il 28 febbraio 1993

L'ATF eseguì i mandati la mattina di domenica 28 febbraio 1993 e lo sceriffo locale, in una audiocassetta trasmessa dopo i fatti, affermò di non essere stato informato. Nonostante sapesse che i davidiani erano a conoscenza dell'imminente raid, il comando operativo dell'ATF decise di procedere comunque, anche se il loro piano prevedeva di arrivare al complesso sfruttando l'effetto sorpresa.
La sorpresa infatti venne perso quando un giornalista della televisione KWTX-TV, che era stato avvertito del raid, chiese indicazioni ad un postino locale, il quale, per coincidenza, era il cognato di Koresh. Quest'ultimo allora disse all'agente dell'ATF sotto copertura Robert Rodriguez che sapevano dell'imminente raid. Rodriguez si era infiltrato da tempo nei davidiani e rimase sorpreso quando scoprì che Koresh era a conoscenza della sua identità di agente sotto copertura. Con una scusa, Rodriguez lasciò il complesso del Mount Carmel Center prima del raid. Quando gli chiesero, in seguito, cosa stessero facendo i davidiani mentre lui se ne andava, rispose "stavano pregando". I davidiani sopravvissuti riferirono che Koresh aveva ordinato ad alcuni seguaci maschi scelti in precedenza di iniziare ad armarsi e prendere posizioni difensive, mentre alle donne e ai bambini fu detto di ripararsi nelle loro stanze. Koresh aveva poi detto loro che avrebbe parlato con gli agenti e cosa sarebbe avvenuto poi dipendeva dalle intenzioni dei federali. L'ATF arrivò alle 09:45 in un convoglio di veicoli con a bordo personale della SWAT.
Gli agenti affermarono di aver udito spari provenire dal complesso, dopo aver manifestato le loro intenzioni all'ingresso. Viceversa i davidiani sopravvissuti dichiararono che i primi a sparare furono proprio gli agenti all'esterno. Una plausibile spiegazione potrebbe essere lo scarico accidentale di un'arma, forse di un agente federale, che spinse l'ATF a rispondere al presunto fuoco. Altri rapporti affermano che i primi colpi furono sparati da un gruppo dell'ATF inviato ad eliminare i cani presenti nel canile di Mount Carmel Center. Tre elicotteri della Guardia Nazionale furono usati per distrarre i davidiani, i quali li bersagliarono dal complesso. Durante i primi spari, Koresh rimase ferito alla mano e allo stomaco. Dopo un minuto dall'inizio della sparatoria, il davidiano Wayne Martin chiamò il numero d'emergenza, pregando che contattassero l'ATF affinché cessassero il fuoco. La registrazione della chiamata riporta Martin dire "Stanno ricominciando" e "Sono loro a sparare! Non siamo noi!".

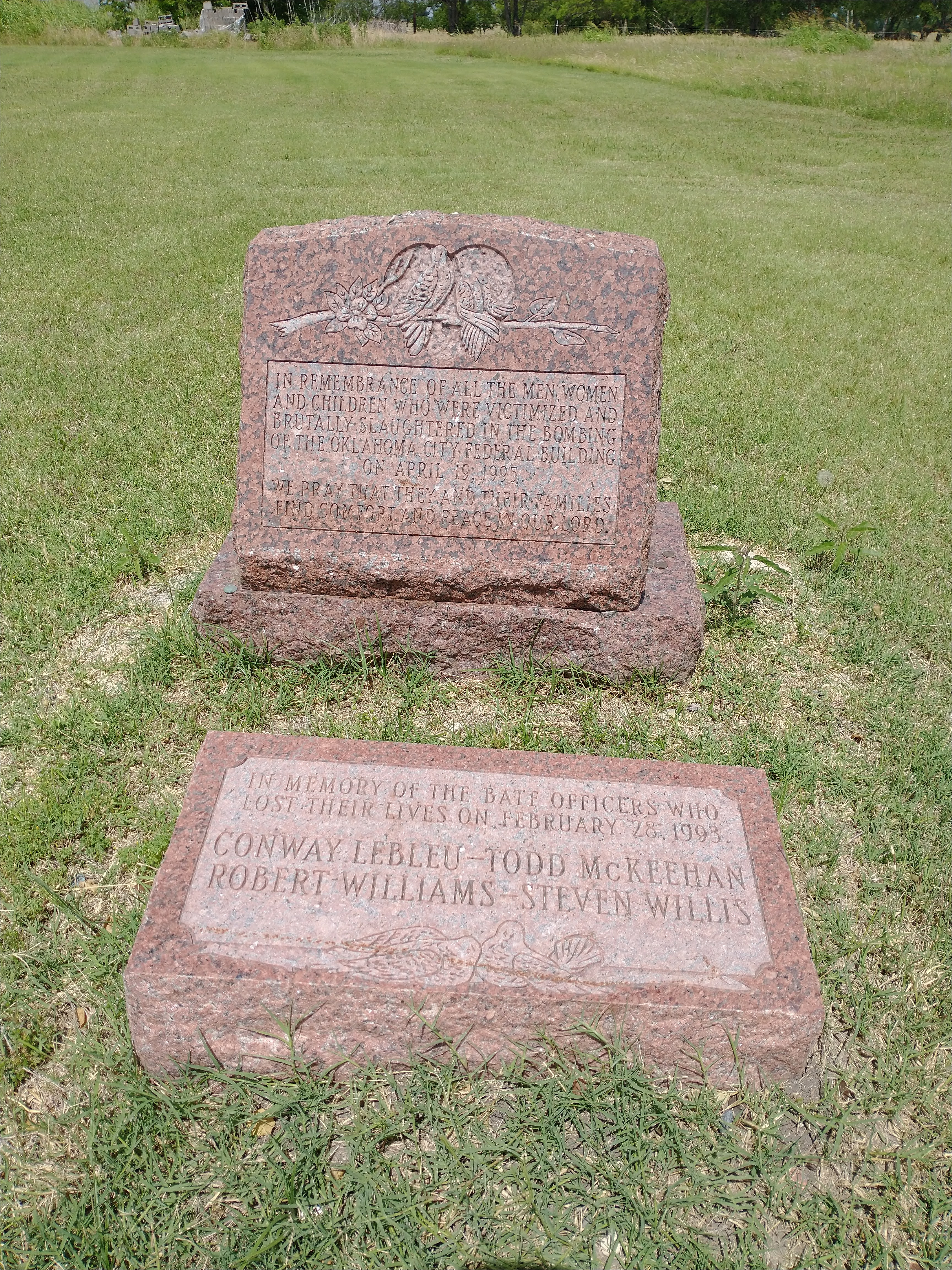
Un memoriale ai quattro agenti dell'ATF rimasti uccisi nel raid del 28 febbraio al Mount Carmel Center

La prima vittima dell'ATF fu un agente che aveva raggiunto l'ala ovest dell'edificio prima di essere ferito. I suoi compagni velocemente trovarono copertura e risposero al fuoco contro l'edificio mentre gli elicotteri iniziavano la loro manovra diversiva volando a 100 m di quota sopra il complesso. I davidiani spararono su questi ultimi colpendoli e, seppur non vi fossero stati feriti tra gli equipaggi, i piloti decisero di rientrare alla base. Nell'ala est del complesso, gli agenti portarono due scale a pioli e le posizionarono contro le pareti dell'edificio. Scalarono così la parete fino al tetto per renderlo sicuro e raggiungere la stanza da letto di Koresh e l'area dove si credeva fossero stoccate le armi. Sul versante occidentale del tetto, tre agenti raggiunsero la finestra della camera di Koresh e vi si accovacciarono davanti, finendo però sotto il fuoco dei davidiani. Un agente rimase ucciso, un altro venne ferito. Il terzo scavalcò il picco del tetto e raggiunse altri agenti che tentavano di entrare nell'armeria. La finestra di quest'ultima fu sfondata e una granata stordente venne lanciata dentro, seguita da tre agenti federali. Quando un quarto provò ad entrare, una folata di colpi trapassò la parete ferendolo, senza impedirgli però di raggiungere una scala a pioli e scendere dal tetto salvandosi. Un altro agente, nel frattempo, rimase ucciso mentre sparava con un fucile a pompa quando venne colpito in testa dal fuoco di risposta. Nella presunta armeria, gli agenti uccisero un davidiano e trovarono il deposito d'armi, prima di finire sotto un fuoco pesante che ferì due di loro. Mentre i feriti ripiegavano, il terzo si stese a terra per coprirli, uccidendo un altro davidiano. Infine anche il terzo agente uscì dalla finestra, colpendo però con il capo una trave di sostegno in legno e cadendo dal tetto, riuscendo tuttavia a sopravvivere. Un altro agente all'esterno diede loro copertura ma fu colpito da un davidiano, morendo sul colpo. Decine di agenti dell'ATF furono costretti a trovare riparo, molti dietro a veicoli dei davidiani stessi parcheggiati di fronte l'ingresso, da dove scambiarono il fuoco con gli uomini all'interno del complesso. Il numero di feriti tra gli agenti continuava a crescere e un altro venne ucciso mentre stavano sparando ad un davidiano arroccato sulla torre dell'acqua. La sparatoria continuò finché, quarantacinque minuti dopo, l'intensità dello scontro iniziò a scemare, con gli agenti che cominciavano a finire le munizioni. Gli spari continuarono per un totale di due ore.
Il tenente Lynch, del Dipartimento della Contea di McLennan, contattò quindi l'ATF per negoziare un cessate il fuoco ma lo sceriffo Harwell confermò che l'ATF cessò il fuoco solo quando finirono le munizioni. L'agente dell'ATF Chuck Hustmyre in seguito scrisse: "Dopo 45 minuti di sparatoria, il volume di fuoco infine si allentò. Stavamo finendo le munizioni. I davidiani invece ne erano pieni". In tutto, quattro agenti dell'ATF rimasero uccisi negli scontri a fuoco e altri sedici furono feriti. Dopo lo scontro, i davidiani permisero agli agenti federali di recuperare i propri morti e feriti. Cinque davidiani persero la vita nel raid, due dei quali chiesero ai propri compagni di esser uccisi a causa delle gravi ferite subite. I loro corpi vennero sepolti nel terreno vicino. A sei ore di distanza dal cessate il fuoco delle 11:30 del mattino, un altro davidiano fu ucciso da un agente dell'ATF, il quale affermò che il primo gli aveva sparato mentre tentava di rientrare nel complesso con due compagni.
Il rapporto dello psichiatra statunitense Alan A. Stone affermò che i davidiani non organizzarono un'imboscata agli agenti federali e che essi "apparentemente non massimizzarono le morti tra gli agenti dell'ATF", spiegando come piuttosto essi fossero dei "fanatici religiosi disperati in attesa della fine apocalittica, nella quale essi erano destinati a morire difendendo il loro sacro terreno e destinati a raggiungere la redenzione". Tale comportamento viene confermato in un rapporto dell'FBI del 1999 sulla gestione di culti potenzialmente pericolosi:
(FBI, Project Megiddo)

### L'assedio

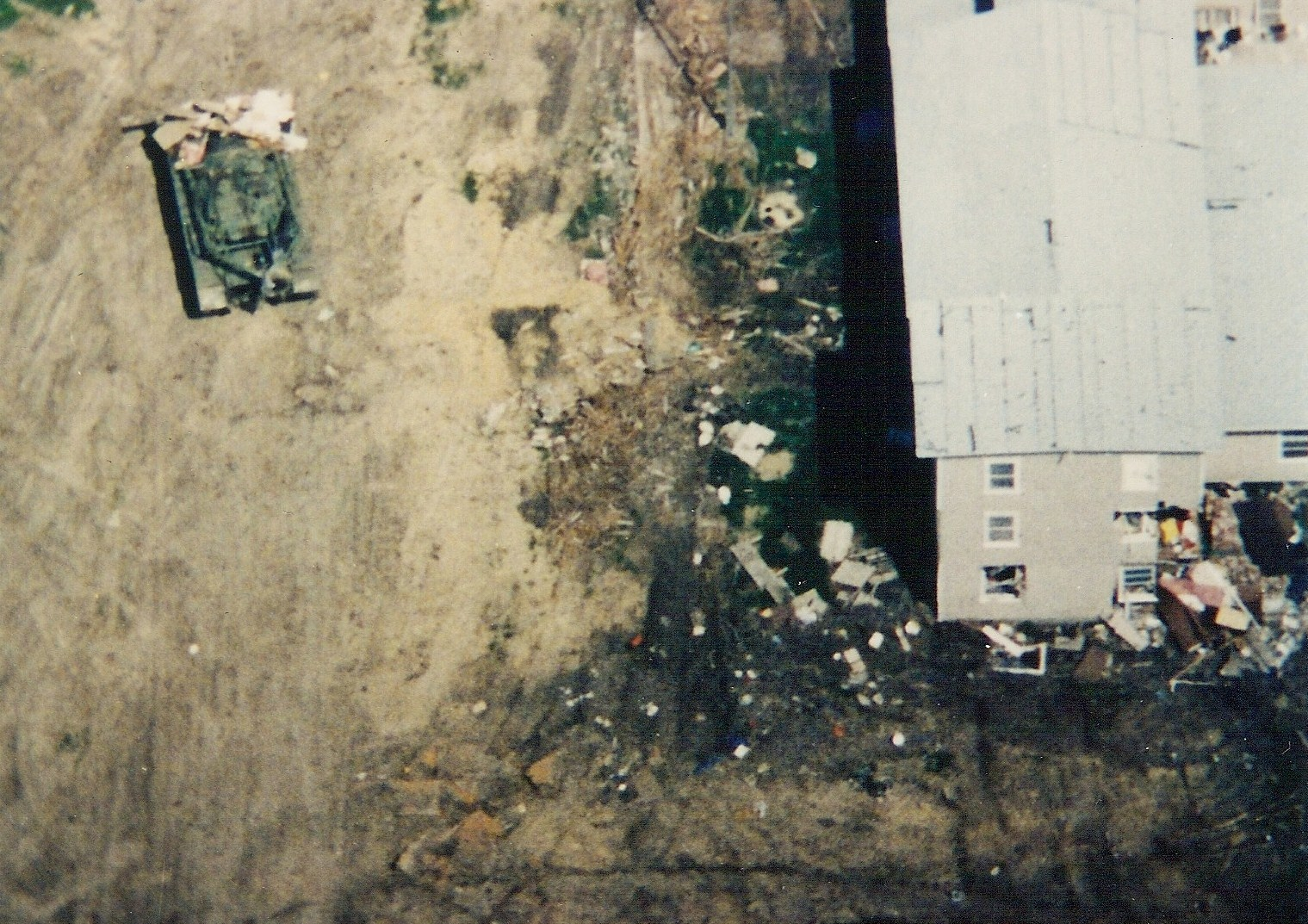
Vista dall'alto dell'edificio assediato. A sinistra, un carro armato nei pressi di frammenti dell'edificio di cui aveva sconquassato il muro esterno

Dopo aver ripiegato a distanza di sicurezza, l'ATF stabilì un contatto con Koresh e altri membri del suo gruppo. In breve tempo, il FBI prese il controllo delle operazioni, a causa dell'uccisione di agenti federali, reato di competenza dell'FBI, assegnando il comando a Jeff Jamar, capo dell'ufficio distaccato dell'FBI di San Antonio. Sul luogo venne inoltre inviata la Squadra di Recupero Ostaggi (in inglese, Hostage Rescue Team) dell'FBI, comandata da Richard Rogers, il quale era già stato criticato per la gestione di un altro assedio pochi mesi prima. Come avvenuto in precedenza, Rogers spesso scavalcò Jamar e, mobilitando due squadre di recupero nello stesso sito, indirettamente generò pressione affinché la situazione fosse risolta tatticamente, con la scusa di non avere altre squadre di riserva.
Inizialmente, i davidiani ebbero contatti telefonici con i media locali e Koresh ottenne anche delle interviste telefoniche, prima che l'FBI tagliasse i collegamenti tra il complesso e il mondo esterno. Per i successivi 51 giorni, le comunicazioni con le persone all'interno avvennero tramite un gruppo di venticinque negoziatori dell'FBI. Il rapporto finale del Dipartimento di Giustizia rivelò che i negoziatori criticarono i comandanti dei reparti tattici per aver minato i negoziati.
Nei primi giorni, l'FBI credette di aver fatto grossi passi avanti quando si accordarono con Koresh affinché i davidiani lasciassero pacificamente il complesso in cambio dell'avvenuta trasmissione da parte di una emittente radio locale di un messaggio registrato da Koresh. Il messaggio venne trasmesso, ma Koresh poi disse ai negoziatori che Dio gli aveva detto di rimanere nell'edificio e "attendere". Nonostante questo ripensamento, i negoziatori riuscirono comunque a far uscire diciannove bambini, di età compresa tra i cinque mesi e i dodici anni, senza però i genitori, ancora tra le novantotto persone rimaste nel Mount Carmel Center. I bambini furono interrogati dall'FBI e dai Texas Ranger, alcuni di loro persino per ore. Presumibilmente, essi avevano subìto abusi fisici e sessuali ben prima dell'inizio dell'assedio. Questa assunzione fu successivamente l'elemento chiave dato dall'FBI al Presidente Bill Clinton e al Procuratore generale Janet Reno per giustificare l'azione con il gas lacrimogeno e forzare i davidiani ad uscire dal complesso.
Durante l'assedio, l'FBI aveva inviato una videocamera ai davidiani. Nella registrazione video realizzata dai seguaci di Koresh, egli stesso presentò i suoi figli e le sue mogli ai negoziatori, incluse delle ragazze minorenni che ammisero di aver avuto dei bambini da Koresh (forse quattordici dei bambini che vivevano nel complesso erano figli suoi). Anche diversi altri davidiani fecero delle dichiarazioni nel video. Il nono giorno, lunedì 8 marzo, i davidiani inviarono la registrazione per dimostrare all'FBI che non vi erano ostaggi, ma che tutti i presenti al Mount Carmel Center erano lì di loro spontanea volontà. Il video includeva anche un altro messaggio religioso di Koresh.
Il resoconto dei negoziatori rivela che quando i federali videro il video, temettero che la sua pubblicazione da parte dei media avrebbe portato la simpatia dell'opinione pubblica nei confronti di Koresh e dei davidiani. Il video mostrava inoltre che almeno ventitré bambini erano ancora all'interno del complesso, così i professionisti che si occupavano di bambini si prepararono a prendersi cura anche di loro, come già stavano facendo con quelli usciti in precedenza. Con il proseguire dell'assedio, Koresh cercò di ottenere più tempo, presumibilmente per poter terminare degli scritti religiosi prima di arrendersi. Le sue conversazioni, colme di immagini bibliche, confusero i negoziatori federali che trattarono la situazione come se fosse una crisi con ostaggi e, tra di loro, cominciarono a definire le parole di Koresh "balbettio biblico".
Il 7 marzo, l'FBI cominciò a consultare gli studiosi della Bibbia Phillip Arnold e James Tabor, che analizzarono una trascrizione del messaggio di Koresh trasmesso via radio per tentare di comprendere la sua teologia. Quella stessa settimana, i due furono ospiti di due programmi radio presso le stazioni KRLB e KGBS, a Dallas. Koresh poté ascoltare le trasmissioni con una radio portatile e, il 16 marzo, chiese ai federali il permesso di poter discutere sulla Bibbia direttamente con Arnold. L'FBI però rigettò la richiesta.
Il 1º aprile, Arnold e Tabor furono intervistati da Ron Engleman della radio KGBS relativamente alla situazione al Mount Carme Center. Tabor disse che l'apostolo Paolo scrisse la maggior parte del Nuovo Testamento mentre era in prigione e, in modo analogo, il messaggio di Koresh avrebbe raggiunto un pubblico più ampio se si fosse arreso pacificamente, anche se ciò significava andare in prigione. Il 4 aprile, un'audiocassetta della trasmissione fu consegnata a David Korsh da Dick DeGuerin, il suo avvocato. Secondo David Thibodeau, davidiano sopravvissuto e testimone dei fatti, Koresh manifestò una risposta favorevole dopo aver ascoltato le parole di Tabor.
Con il proseguire dell'assedio, si formarono due fazioni all'interno dell'FBI, una riteneva che la soluzione fosse la negoziazione, l'altra l'uso della forza. Tecniche aggressive d'intensità sempre maggiore furono così impiegate per obbligare i davidiani ad uscire. Per esempio, venne impiegata la privazione del sonno attraverso la riproduzione per tutta la notte del frastuono di aerei, musica pop, canti buddisti e le grida di conigli durante la macellazione. Critiche vennero in seguito sollevate da Jack Zimmerman, avvocato di uno dei sopravvissuti, alle tattiche di privazione del sonno: "Il punto era questo: stavano provando a privarli del sonno e stavano provando a prendere qualcuno che essi consideravano instabile, per cominciare, e stavano provando a farlo impazzire. E poi si sono arrabbiati perché questa persona fa qualcosa che essi ritengono irrazionale!"
All'esterno del complesso, cominciarono a pattugliare l'area nove veicoli corazzati M2/M3 Bradley, armati con granate lacrimogene e proiettili non letali, e cinque M728 Combat Engineer Vehicle prestati all'FBI dall'Esercito. I veicoli corazzati vennero usati per abbattere le recinzioni perimetrali e i fabbricati annessi e per schiacciare le auto dei davidiani. I corazzati passarono più volte sopra la tomba di Peter Gent, uno dei davidiani rimasti uccisi nel raid, nonostante le proteste dei suoi compagni e del gruppo di negoziatori. L'FBI poi tagliò l'acqua e la corrente elettrica al complesso, obbligando chi era all'interno ad affidarsi alle razioni militari immagazzinate in precedenza e all'acqua piovana, poiché due dei tre serbatoi sul tetto dell'edificio principale erano stati danneggiati durante il raid.
Al di là delle tattiche sempre più aggressive, Koresh ordino ad un gruppo di seguaci di uscire. Undici persone lasciarono così il complesso e furono subito arrestate come testimoni materiali, con uno di essi accusato di cospirazione ai fini di commettere un omicidio. La volontà dei bambini di rimanere con Koresh infastidì i negoziatori, impreparati ad affrontare lo zelo religioso dei davidiani. Inoltre i bambini all'interno erano venuti a sapere che quelli usciti erano stati separati dalle madri, le quali erano state arrestate.
Per tutta la durata dell'assedio, diversi studiosi esperti di apocalisse legata a gruppi religiosi tentarono di persuadere l'FBI che le tattiche d'assedio impiegate avrebbero solo rafforzato l'impressione tra i davidiani di essere parte di uno scontro escatologico biblico con significato cosmico. Ciò avrebbe probabilmente aumentato le possibilità di una conclusione dell'assedio violenta. Gli studiosi sottolinearono che il comportamento del gruppo poteva essere apparso "estremo" ma, dal punto di vista dei davidiani, il loro credo religioso era profondamente colmo di significato ed essi erano disposti a morire per esso.
Le comunicazioni tra Koresh e la squadra di negoziatori cominciarono ad essere sempre più complicate, soprattutto dopo che Koresh affermò di essere la seconda venuta di Cristo e che gli era stato comandato da suo Padre nei Cieli di rimanere all'interno del complesso. Dal 5 al 13 aprile, si rifiutò persino di parlare con l'FBI giustificando ciò con l'osservanza della Pasqua ebraica. L'FBI, sempre più impaziente, considerò la possibilità di usare i tiratori scelti per uccidere Koresh stesso e, se necessario, altri elementi chiave dei davidiani. Tuttavia, espressero anche la preoccupazione che i davidiani potessero commettere un suicidio di massa, come accaduto nel 1978 al complesso Jonestown del pastore Jim Jones. Koresh aveva però ripetutamente negato l'esistenza di alcun piano di suicidio di massa quando i negoziatori gliene avevano parlato e i davidiani usciti non avevano mai parlato di preparativi al riguardo.
Il 14 aprile, Koresh consegnò una lettera al suo avvocato, Dick DeGuerin, che sarebbe divenuta la sua ultima comunicazione con il mondo esterno. In essa, egli affermò che stava scrivendo un'interpretazione dei Sette sigilli citati nell'Apocalisse di Giovanni, promettendo di uscire dal complesso non appena l'avesse completato:
(David Koresh nella sua ultima lettera)
Questa lettera divise nuovamente l'FBI. Alcuni la vedevano come un notevole passo in avanti, altri la ritennero ridicola sospettandola di essere un modo per ritardare la soluzione tattica e dare a Koresh il tempo di prepararsi per un altro scontro violento. L'FBI consultò così lo psicologo Murray Miron della Syracuse University per comprendere lo stato mentale di Koresh. Esaminata la lettera, e altre quattro sempre di Koresh, Miron scrisse un rapporto, il 15 aprile, secondo cui Koresh esibiva "tutti i tratti distintivi di una dilagante, morbosa e virulenta paranoia" concludendo: "io non credo che in questi scritti ci sia speranza certa, o almeno possibile, per una fine anticipata dell'assedio".

### L'assalto finale e l'incendio

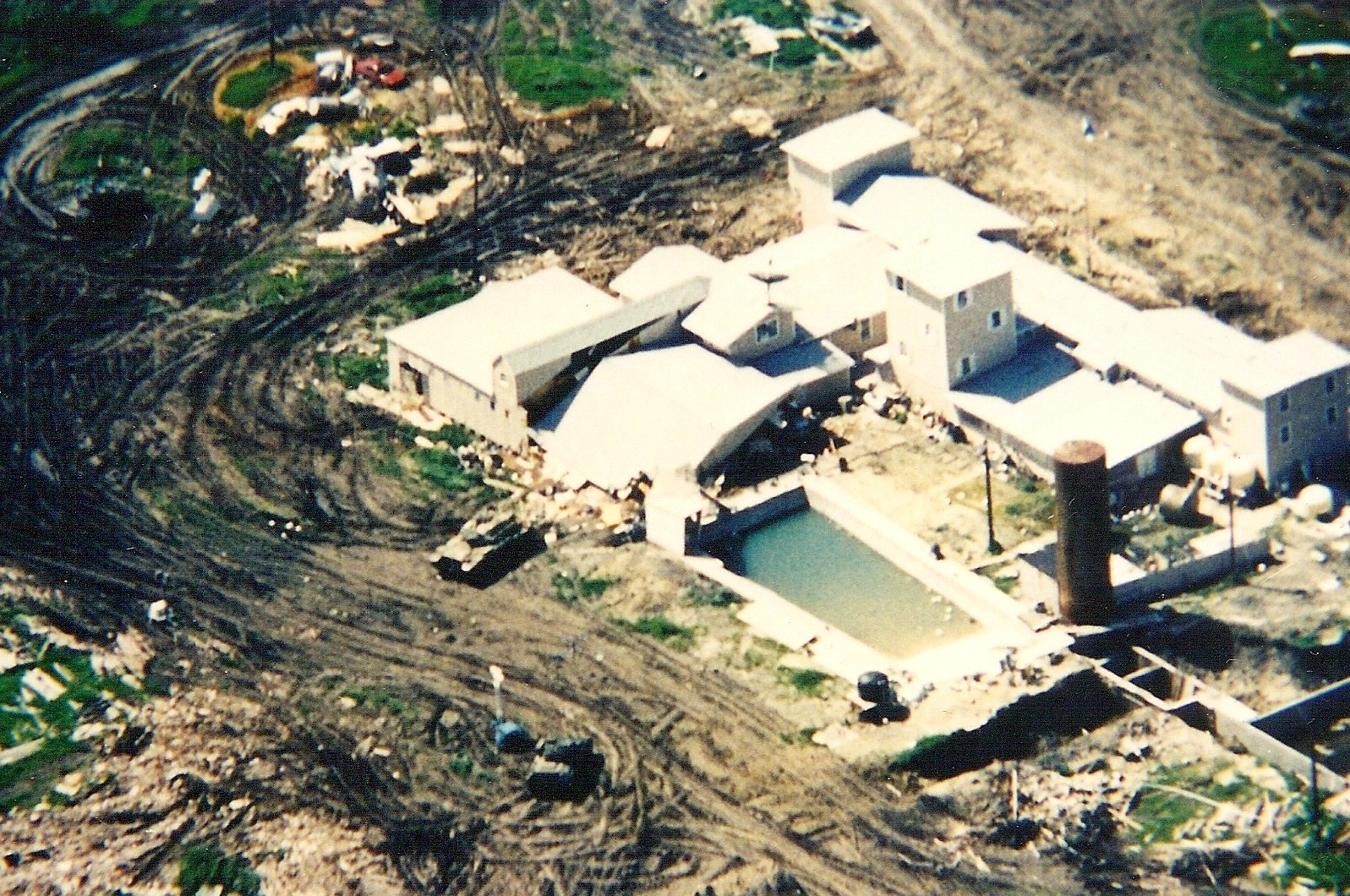
Un M728 Combat Engineer Vehicle abbatte il muro posteriore e il tetto del ginnasio del Mount Carmel

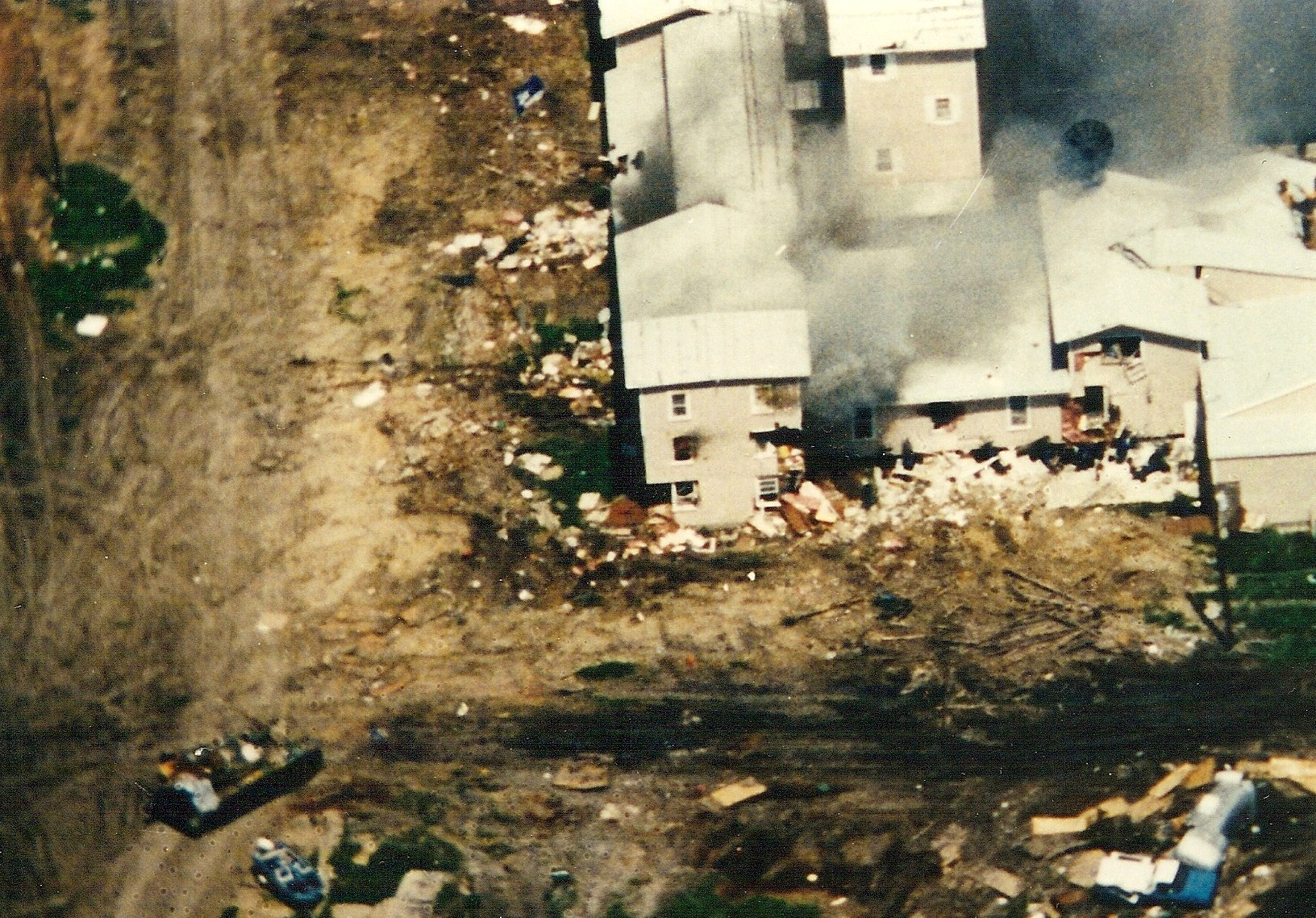
Del fumo inizia a salire dal complesso

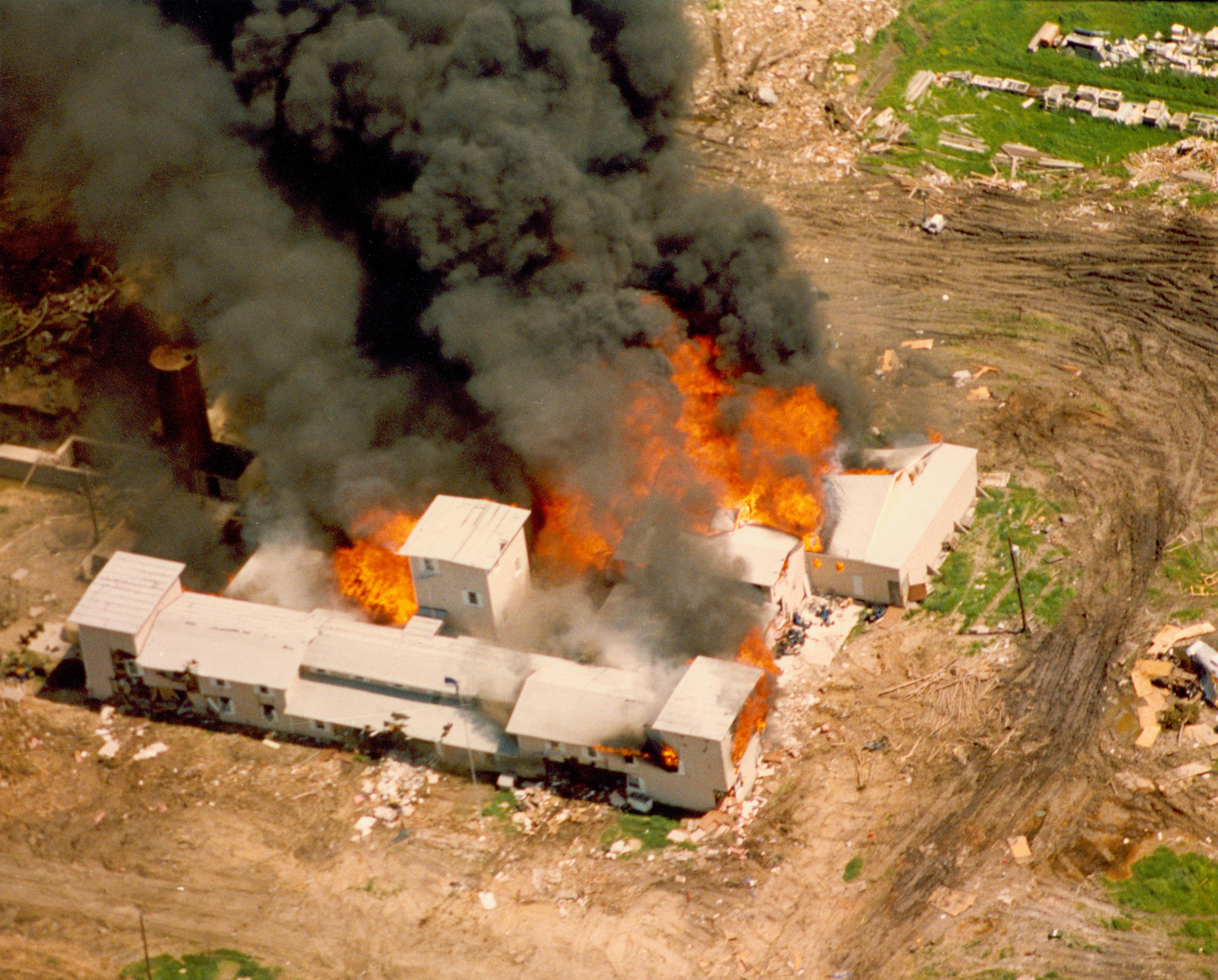
Il complesso quasi completamente in fiamme

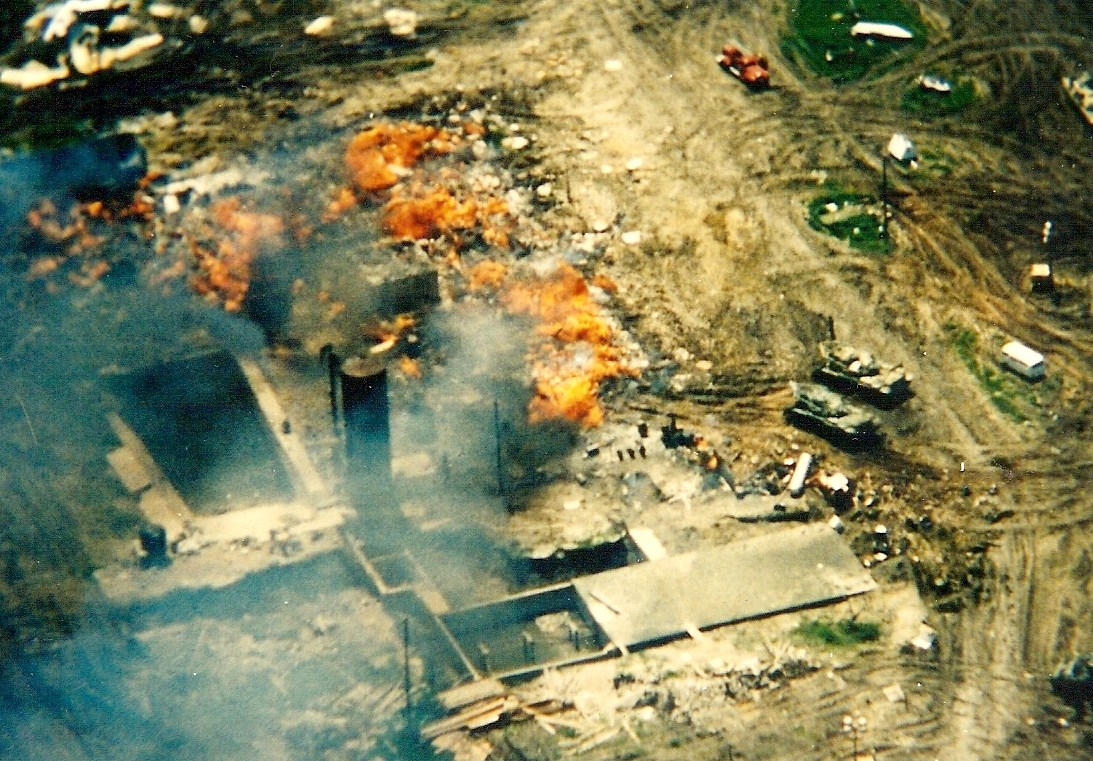
I resti inceneriti del Mount Carmel Center

Janet Reno, allora fresca di nomina a Procuratore generale, venuta a conoscenza del peggioramento delle condizioni e che i bambini presumibilmente continuavano a subire abusi all'interno del Mount Carmel Center, approvò quanto raccomandato dalla Squadra di Recupero Ostaggi dell'FBI, ossia di effettuare un assalto, portando il caso all'attenzione del Presidente Bill Clinton. Ricordando il precedente assedio al movimento noto come "Il Patto, la Spada e il Braccio del Signore" (in inglese: "The Covenant, The Sword, and the Arm of the Lord"), conclusosi positivamente il 19 aprile 1985 in Arkansas, Clinton suggerì di usare delle tattiche analoghe contro i davidiani. Reno aggiunse che la Squadra di Recupero Ostaggi era logorata dall'attesa, che lo stallo stava costando milioni di dollari alla settimana, che i davidiani potevano resistere più di quanto poteva il movimento in Arkansas e che la possibilità di reiterati abusi sui minori e di un suicidio di massa era estremamente alta. Clinton, in seguito, ricordò: "Alla fine, le dissi che, se pensava fosse la cosa giusta da fare, poteva andare avanti".
Nei mesi successivi, la giustificazione fornita da Reno all'attacco finale cambiò: la sua iniziale affermazione che i rapporti dell'FBI indicavano il susseguirsi di abusi sessuali sui bambini e infanti (l'FBI, in seguito, negherà di aver avuto prove di abusi sui bambini durante l'assedio) passò all'indicazione che la "Milizia Non Organizzata degli Stati Uniti" ("Unorganized Militia of the United States") fosse diretta a Waco "per aiutare Koresh, o per attaccarlo".
L'assalto ebbe infine luogo il 19 aprile 1993. Poiché i davidiani erano pesantemente armati, l'equipaggiamento della Squadra di Recupero Ostaggi dell'FBI includeva fucili calibro .50 (12,7 mm) e Veicoli da Combattimento del Genio (CEV). I CEV usarono esplosivi per creare buchi nelle mura del complesso per poi pompare gas lacrimogeno all'interno dello stabile per due giorni. Ufficialmente, nessun assalto armato avrebbe dovuto avere luogo. Relativamente all'utilizzo del gas lacrimogeno, il portavoce dell'FBI, Carl Stern, affermò che la decisione giunse dopo aver ascoltato psicologi, psichiatri, specialisti del comportamento umano e di "ambito medico-scientifico". Furono impiegati degli altoparlanti per avvertire i davidiani che non ci sarebbe stato alcun assalto armato e per chiedere loro di non aprire il fuoco sui veicoli. Secondo l'FBI, alla Squadra di Recupero Ostaggi era stato permesso di rispondere al fuoco solo se attaccata e che, in ogni caso, nessuno sparo partì dagli agenti federale il giorno 19 aprile. Quando diversi davidiani aprirono il fuoco, la sola risposta dell'FBI fu di aumentare la quantità di gas pompato all'interno. Un agente rimasto anonimo avrebbe affermato che l'aumento di aggressività da parte dell'FBI era dovuta agli audio registrati da un dispositivo all'interno del complesso, cosa che non fu mai confermata né negata dall'allora direttore dell'FBI William Sessions.
All'alba, la Squadra di Recupero Ostaggi dell'FBI sparò granate di gas CS da 40 mm con degli M203 all'interno del Mount Carmel Center, oltre al gas già pompato dentro. Circa a metà mattina, la Squadra si ritrovò a corto di gas a disposizione e chiese al capitano dei Texas Ranger, David Byrnes, granate lacrimogene. I rifornimenti giunti dalla Compagnia "F", a Waco, si rivelarono granate potenzialmente incendiarie, quindi non utilizzabili, e furono rimandate indietro. Le munizioni fornite dai Texas Ranger includevano decine di granate in plastica di CS liquido, modello SGA-400, due granate lacrimogene militari metalliche M651E1 potenzialmente incendiarie, due granate flash e sonore e razzi di illuminazione con paracadute. Dopo oltre sei ore, nessun davidiano aveva lasciato l'edificio, protetti in una stanza in cemento (il "bunker") sotto il Centro o da maschere antigas.

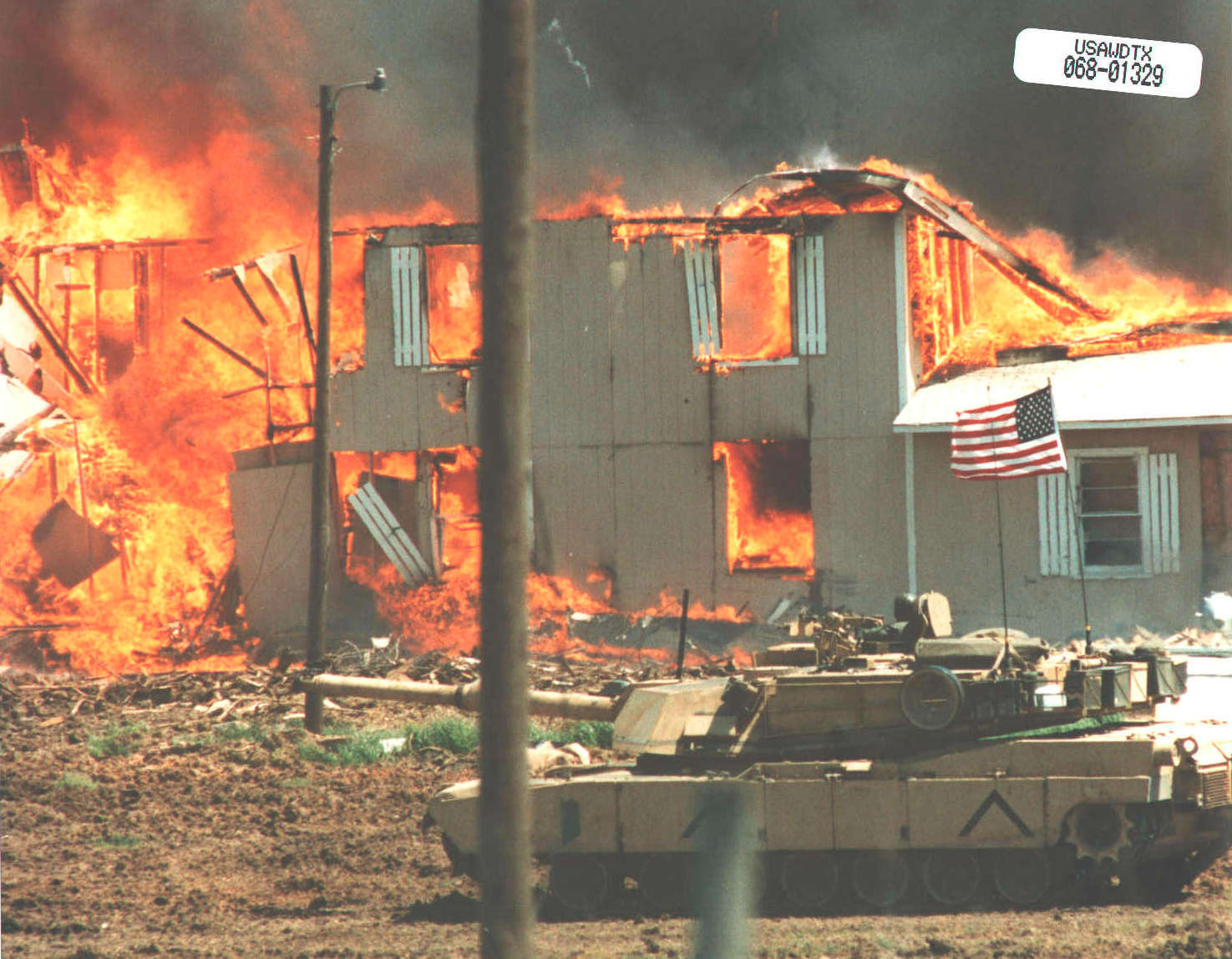
Un carro armato M1 Abrams, adoperato dall'FBI, di fronte all'edificio in fiamme, il 19 aprile 1993

A mezzogiorno circa, tre fuochi furono appiccati quasi simultaneamente in luoghi diversi dell'edificio, le cui fiamme si diffusero rapidamente, mentre le immagini venivano trasmesse in diretta televisiva. Il Governo sostenne che furono i davidiani a dare fuoco al Mount Carmel Center. Alcuni davidiani sopravvissuti e altri esperti sostennero che gli incendi furono appiccati in modo accidentale o deliberato dagli assedianti, forse a causa delle granate potenzialmente incendiarie impiegate dall'FBI.
Durante l'incendio solo nove persone lasciarono l'edificio. I davidiani rimasti all'interno, inclusi i bambini, persero la vita. Molti di loro perirono a causa del fumo e del monossido di carbonio inalati, o per altri motivi legati al fuoco. Secondo l'FBI, Steve Schneider, braccio destro di Koresh, sparò a Koresh stesso uccidendolo, per poi togliersi la vita a sua volta. Complessivamente 76 persone morirono, di cui una ventina di bambini. Nel magazzino "bunker" furono ritrovati molti corpi, munizioni e 305 armi automatiche. Il rapporto sull'incendio redatto dagli investigatori dei Texas Ranger stabilì che a molti all'interno fu negata la possibilità di fuggire o si rifiutarono di lasciare l'edificio, finché la fuga non fu più un'opzione praticabile. Il rapporto suggerisce inoltre che i danni alla struttura sul lato ovest, dovuti al tentativo di irruzione, potrebbero aver bloccato una possibile via di fuga attraverso un sistema di tunnel presente nell'edificio. Un'investigazione indipendente di due esperti del Dipartimento di ingegneria della protezione contro il fuoco dell'Università del Maryland concluse che i residenti del complesso hanno avuto sufficiente tempo per fuggire dalle fiamme, se lo avessero voluto.
Le autopsie rivelarono che alcune donne e bambini, ritrovati sotto un muro di cemento crollato nel magazzino, morirono per delle ferite al cranio. Il rapporto del Dipartimento di Giustizia indicò che su un solo corpo furono trovate tracce di benzene, uno dei componenti del gas usato dagli agenti federali, ma che il gas stesso non venne utilizzato nell'ora precedente lo scoppio dell'incendio, lasciando quindi il tempo al solvente di disperdersi dai davidiani che ne erano venuti a contatto. I rapporti autoptici riportarono inoltre che almeno venti davidiani avevano ferite da armi da fuoco, inclusi Koresh e cinque bambini sotto i quattordici anni; un altro bambino di tre anni fu accoltellato al petto. Il medico legale che eseguì le autopsie ritenne che queste morti fossero un modo, da parte dei davidiani intrappolati dal fuoco e senza via di fuga, per non far soffrire i bambini. Il consulente ingaggiato dall'Ufficio Consulenza Speciale del Dipartimento di Giustizia concluse che molti dei davidiani rimasti feriti nel raid morirono "tramite suicidio, esecuzione consensuale (suicidio per procura) o, più raramente, per esecuzione forzata".

## Conseguenze

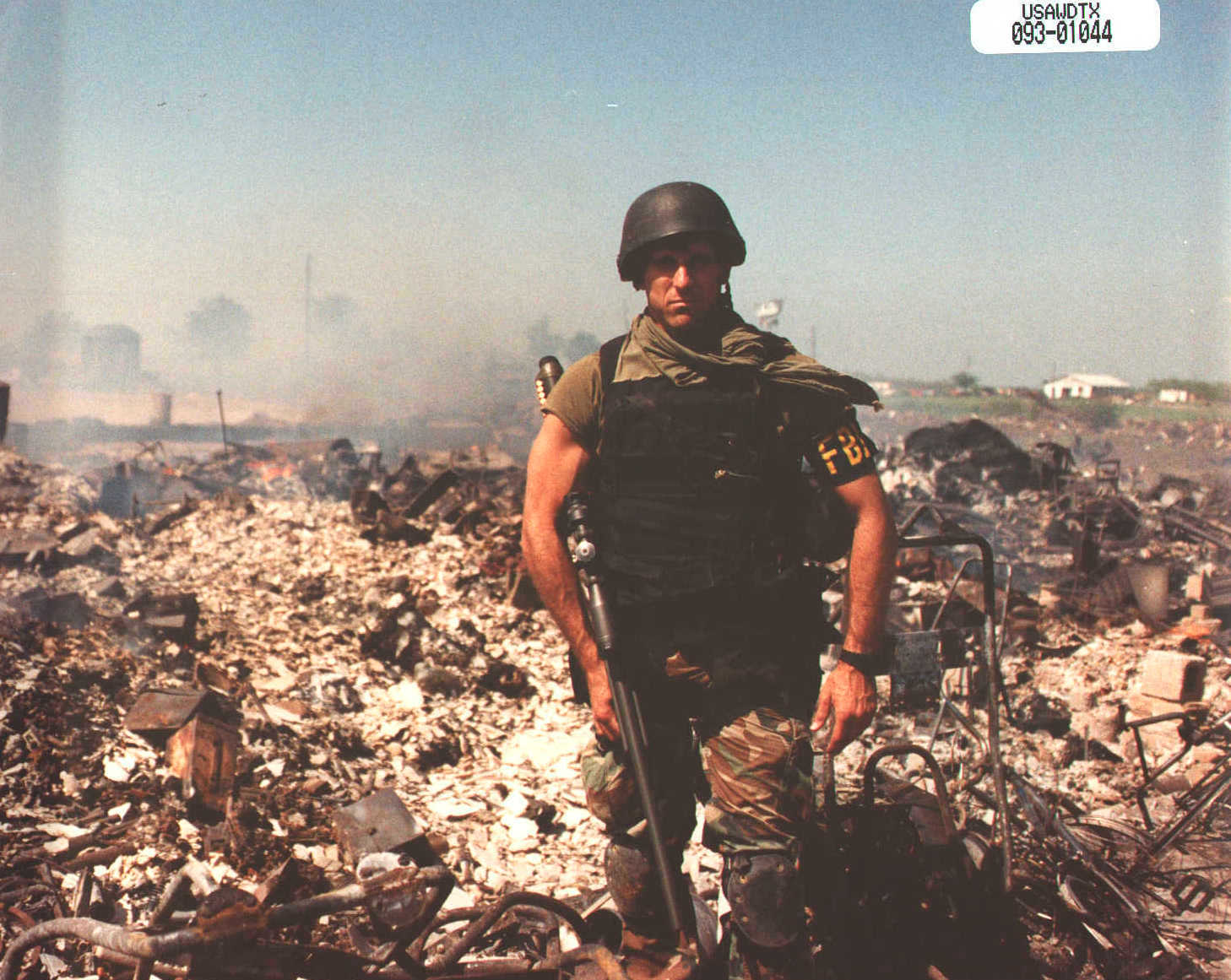
Un agente dell'FBI di fronte ai resti dell'edificio bruciato

Il nuovo direttore dell'ATF, John Magaw, criticò diversi aspetti dell'assalto a cui prese parte la sua agenzia. Come conseguenza, il suo rapporto sull'accaduto, il "Blue Book" (si veda il Rapporto dell'ATF del 1993), divenne un testo di studio obbligatorio per i nuovi agenti. Un altro rapporto del 1995, redatto dall'Ufficio per la Responsabilità del Governo, relativamente all'uso della forza da parte delle agenzie di sicurezza afferma che "sulla base del rapporto del Tesoro sull'operazione a Waco e visto l'operato degli esperti di operazioni tattiche e del personale stesso dell'ATF, l'ATF decise nell'ottobre 1995 che l'entrata dinamica avrebbe dovuto essere pianificata dopo aver considerato ogni altra opzione e che l'addestramento [dei nuovi agenti] era stato aggiustato conseguentemente".
Ad oggi, non rimane niente degli edifici del complesso, se non alcuni resti delle fondamenta in cemento, poiché l'intero sito fu raso al suolo dai bulldozer due settimane dopo gli eventi. Nel sito è presente solo una piccola cappella, realizzata anni dopo l'assedio, a memoria delle vittime.

### Valutazioni interne all'FBI

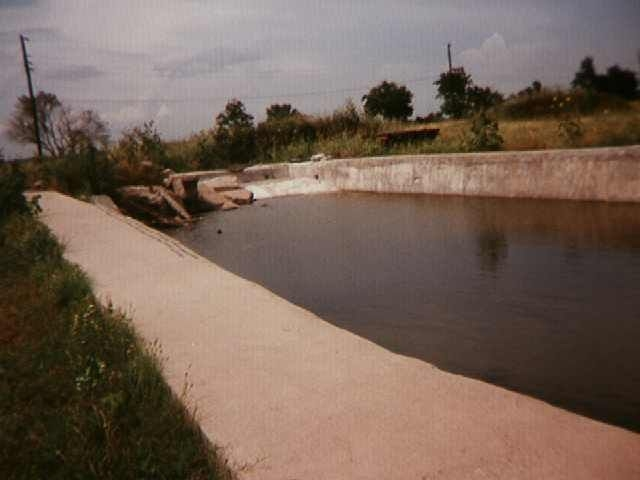
Resti della piscina del Mount Carmel Center nel 1997

L'assedio di Waco spinse l'FBI a rivalutare le proprie tattiche e procedure. L'agenzia compì diversi aggiustamenti in risposta alle critiche ricevute. Primo fra tutti, aumentò l'enfasi verso la negoziazione delle crisi e le risoluzioni pacifiche, che portarono ad un'intensificazione dell'addestramento e alla creazione di squadre specializzate nella negoziazione. In secondo luogo, la Squadra di Recupero Ostaggi subì ulteriori potenziamenti dal punto di vista dell'addestramento, dell'equipaggiamento e del coordinamento per aumentarne l'efficacia in operazioni ad alto rischio. In aggiunta, crebbe la cooperazione inter-agenzia per facilitare una migliore coordinazione e condivisione di informazioni tra entità federali riguardo ad operazioni complesse. L'FBI riconobbe inoltre il valore delle informazioni e delle conseguenti analisi, portando così ad un incremento delle risorse coinvolte nell'intelligence. Per ultimo, furono condotti studi sull'azione a Waco e le lezioni ottenute furono incorporate nei programmi di addestramento per preparare meglio gli agenti alle situazioni future.

### Processi ai davidiani sopravvissuti
Gli eventi al Mount Carmel Center portarono sia a processi penali che contese civili. Il 3 agosto 1993, un gran giurì federale depositò un'accusa di dieci capi d'imputazione contro dodici davidiani sopravvissuti. Il gran giurì accusò gli imputati di cospirazione, concorso e favoreggiamento nell'omicidio di agenti federali e di essere stati in possesso e aver utilizzato svariate armi da fuoco illegali. Il Governo rinunciò all'accusa contro uno dei dodici a seguito di un patteggiamento.
Dopo un processo con giuria di circa due mesi, quest'ultima assolse quattro davidiani da tutte le accuse. Inoltre, la giuria assolse tutti e dodici per i capi d'imputazione di omicidio volontario ma condannò cinque di essi per reati minori, incluso concorso e favoreggiamento nell'omicidio volontario di agenti federali. Otto davidiani furono condannati per motivi legati alle armi da fuoco illegali.
I condannati, i quali ricevettero complessivamente condanne fino a quarant'anni di reclusione, furono:
- Kevin A. Whitecliff – condannato per concorso/favoreggiamento in omicidio volontario e uso di arma da fuoco durante un crimine.
- Jaime Castillo – condannato per concorso/favoreggiamento in omicidio volontario e uso di arma da fuoco durante un crimine.
- Paul Gordon Fatta – condannato per cospirazione, possesso di armi automatiche e per aver favorito David Koresh nel possesso di armi automatiche.
- Renos Lenny Avraam (cittadino britannico) – condannato per concorso/favoreggiamento in omicidio volontario e uso di arma da fuoco durante un crimine.
- Graeme Leonard Craddock (cittadino australiano) – condannato per possesso di bombe a mano e possesso di arma da fuoco durante un crimine.
- Brad Eugene Branch – condannato per concorso/favoreggiamento in omicidio volontario e uso di arma da fuoco durante un crimine.
- Livingstone Fagan (cittadino britannico) – condannato per concorso/favoreggiamento in omicidio volontario e uso di arma da fuoco durante un crimine.
- Ruth Riddle (cittadina canadese) – condannata per l'uso e il trasporto di armi durante un crimine.
- Kathryn Schroeder – condannata a tre anni, dopo un patteggiamento e una dichiarazione di colpevolezza, per resistenza all'arresto.

Sei degli otto davidiani ricorsero in appello sia per la sentenza che per la condanna. Essi sollevarono una serie di temi: la costituzionalità della proibizione e delle leggi sul possesso di armi automatiche, le direttive della giuria, la condotta processuale della corte distrettuale, la sufficienza di prove e l'imposizione delle sentenze. La Corte d'appello degli Stati Uniti per il Quinto circuito liberò gli imputati dalle condanne legate alle armi automatiche, determinando che la Corte distrettuale non ha prodotto prove evidenti che essi abbiano "impiegato attivamente" le armi, ma lasciò i verdetti per tutti gli altri capi d'imputazione del processo "Stati Uniti contro i Davidiani".
Rinviato il caso nuovamente alla Corte distrettuale, quest'ultima scoprì come gli imputati avessero attivamente utilizzato armi automatiche e condannò nuovamente cinque di essi con sentenze analoghe alle precedenti. I condannati ricorsero nuovamente in appello ma la Corte d'appello stavolta confermò le sentenze. I davidiani portarono così il caso di fronte alla Corte suprema. Quest'ultima ribaltò le sentenze, ritenendo che la terminologia "arma automatica", nello statuto rilevante, dovrebbe essere un elemento di offesa valutabile da una giuria, non un fattore legato alla sentenza e determinabile da un giudice, come accaduto durante il processo. Il 19 settembre 2000, il giudice Walter Smith seguì le istruzioni della Corte suprema e ridusse di venticinque anni le condanne di cinque davidiani e di cinque anni la condanna di un sesto. A luglio 2007, tutti i davidiani erano tornati in libertà.
Trentatré cittadini britannici erano membri del gruppo dei davidiani durante l'assedio. Ventiquattro di essi erano tra le vittime, incluso almeno un bambino. Altri due cittadini britannici, sopravvissuti all'assedio, furono arrestati come "testimoni materiali" e imprigionati senza processo per mesi. Derek Lovelock fu detenuto nella prigione della contea di McLennan, in Texas, per sette mesi, spesso in isolamento. Livingstone Fagan, un altro britannico, che fu infine tra i condannati, affermò di essere stato bastonato alle mani più volte da agenti penitenziari, in particolar modo nel penitenziario di Leavenworth, in Kansas. Lì, Fagan afferma di essere stato cosparso con acqua fredda da una manichetta ad alta pressione nella sua stessa cella, dopo che un ventilatore industriale era stato piazzato di fronte alla cella stessa per sferzarlo con getti d'aria fredda. Fagan venne trasferito in almeno nove penitenziari diversi. Veniva perquisito ogni volta che faceva esercizi fisici, così iniziò a rifiutarsi di fare esercizio. Rilasciato infine ed espulso nel Regno Unito nel luglio 2007, mantenne le sue credenze religiose.

### Cause civili da parte dei davidiani
Diversi dei sopravvissuti davidiani, oltre a più di un centinaio di famigliari delle vittime, avviarono cause civili contro il Governo degli Stati Uniti, numerosi agenti federali, l'ex governatrice del Texas Ann Richards e membri della Guardia Nazionale del Texas. Essi chiesero un risarcimento monetario in base al Federal Tort Claims Act, allo statuto di diritto civile, al Racketeer Influenced and Corrupt Organizations Act e alle leggi dello Stato del Texas. La maggior parte delle accuse furono rigettate poiché legalmente irricevibili o perché i querelanti non poterono produrre prove materiali in supporto alle loro tesi.
La corte, dopo un processo durato un mese, rigettò le richieste dei davidiani affermando che, il 28 febbraio 1993, furono proprio i davidiani a dare il via allo scontro armato e ai fatti che ne seguì, quando aprirono il fuoco contro degli agenti federali, i quali stavano eseguendo una legale perquisizione.
Gli agenti dell'ATF risposero al fuoco contro l'edificio, stabilì la corte civile, per proteggere sé stessi e i colleghi dalla morte o da gravi ferite fisiche. La corte stabilì inoltre che la pianificazione dell'assedio, in particolare l'uso del gas lacrimogeno, l'inserimento del gas stesso nel complesso di edifici tramite l'uso di veicoli militari e la decisione di non eseguire altri piani per timore di un incendio, fu a discrezione delle agenzie federali, quindi il Governo non poteva essere imputabile. La corte inoltre stabilì che l'utilizzo del gas lacrimogeno non fu un'azione negligente. Ancor più, anche se il Governo degli Stati Uniti fosse stato negligente, causando danni all'edificio prima dello scoppio dell'incendio e conseguentemente bloccando le vie di fuga o facilitando la diffusione delle fiamme, tale negligenza non poteva, dal punto di vista legale, causare le ferite subite dai querelanti poiché furono i davidiani stessi ad appiccare l'incendio.
I querelanti ricorsero in appello. Essi contestarono che il giudice Walter Smith Jr. avrebbe dovuto ricusare sé stesso dopo aver udito le loro richieste, a causa delle sue relazioni con gli imputati, con l'avvocato difensore, con lo staff della corte e per via dei suoi commenti durante il processo. La Corte d'appello rigettò le richieste concludendo che queste accuse non riflettevano una condotta tale da spingere un osservatore ragionevole a dubitare dell'imparzialità del giudice Smith, portando come precedente il caso "Andreade contro Chojnacki".

## Controversie

### I dubbi su chi iniziò la sparatoria

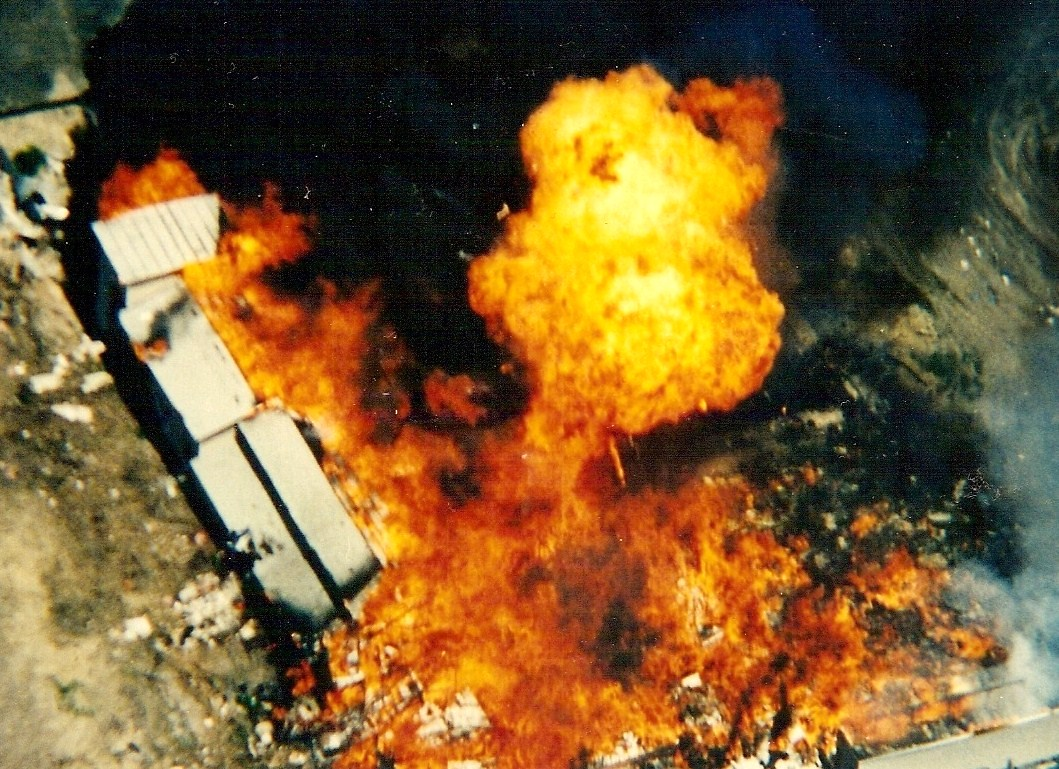
La palla di fuoco dell'esplosione di un serbatoio di propano

Roland Ballesteros, uno degli agenti dell'ATF assegnati al raid, con il compito di assaltare l'ingresso del complesso, riportò ai Texas Ranger e alla polizia di Waco che il primo colpo era stato sparato da un'altra squadra dell'ATF, il cui compito era neutralizzare i cani dei davidiani. Tuttavia, al processo insistette che ad aprire il fuoco per primi fossero stati i davidiani. Anche questi ultimi affermarono che i primi a sparare erano stati gli agenti dell'ATF, in particolare proprio la squadra all'ingresso, e che loro avevano semplicemente risposto al fuoco per legittima difesa. Un articolo dell'Austin Chronicle evidenziò che "molto prima dell'incendio, i davidiani stavano discutendo riguardo alle prove visibili sulle porte d'ingresso. Durante l'assedio, in una conversazione telefonica con l'FBI, Steve Schneider, uno dei principali confidenti di David Koresh, disse all'FBI che 'le prove sulla porta d'ingresso mostreranno chiaramente quanti proiettili [sono stati sparati] e ciò che è accaduto'". L'avvocato di Koresh, proveniente da Houston, Dick DeGuerin, che entrò nel Mount Carmel Center durante l'assedio, testimoniò al processo che il metallo sporgente all'interno della porta destra dimostrava che i fori da proiettile erano stati prodotti da spari contro l'ingresso. DeGuerin testimoniò inoltre che solo la porta destra presentava questo tipo di fori, mentre la sinistra era completamente intatta. Il Governo presentò quest'ultima al processo, affermando che la porta destra era andata perduta. La porta sinistra presentava numerosi fori da proiettili provenienti sia dall'esterno che dall'interno del complesso. Il sergente David Keys, della polizia stradale del Texas, testimoniò di aver visto due uomini caricare ciò che poteva essere la porta mancante in un furgoncino poco dopo la fine dell'assedio, ma non vide abbastanza bene l'oggetto in questione. Michael Caddell, l'avvocato a capo del gruppo legale rappresentante i famigliari delle vittime al processo civile, spiegò che "il fatto che la porta sinistra è nella condizione in cui è, ci dice che la porta destra non è stata consumata dal fuoco. È stata perduta deliberatamente da qualcuno". Caddell però non portò prove a supporto di questa accusa, che non fu mai dimostrata. Tuttavia, gli esperti che investigarono sull'incendio dissero che era "estremamente improbabile" che l'acciaio della porta destra potesse danneggiarsi nell'incendio molto di più di quanto non è stato per l'acciaio della porta sinistra e che entrambe le porte sarebbero dovute essere ritrovate assieme. La porta destra rimane mancante e l'intero sito rimase sotto stretta sorveglianza delle forze dell'ordine finché i resti – incluse entrambe le porte – non furono rimossi o demoliti.

### Le consulenze delle agenzie federali
Nelle settimane precedenti il raid, Rick Alan Ross, un esperto di culto e sette religiose, nonché deprogrammatore affiliato al Cult Awareness Network, apparve nei maggiori canali televisivi, come la NBC e la CBS, per parlare di David Koresh e del suo gruppo. Ross successivamente descrisse il proprio ruolo come consulente delle autorità relativamente ai davidiani, a Koresh e a quali azioni le agenzie federali dovessero prendere per mettere fine all'assedio. Venne inoltre citato come consulente dell'ATF e contattò l'FBI il 4 marzo 1993 chiedendo "di essere ascoltato riguardo alle sue conoscenze dei culti in generale e dei davidiani nello specifico". Il rapporto dell'FBI affermò che l'agenzia non si affidò a Ross per qualunque tipo di consulto durante la situazione di stallo, ma che fu comunque ascoltato e che le sue opinioni furono tenute in considerazione. Ross telefonò all'FBI il 27 e il 28 marzo offrendo consigli sulle strategie di negoziazione, asserendo poi che l'FBI "tentò di mettere in imbarazzo Koresh informando altri membri nel complesso sulle sue colpe e i suoi fallimenti nella vita, nel tentativo di convincerli che Koresh non fosse il profeta che loro erano stati portati a credere". L'ATF contattò Ross nel gennaio 1993 per informazioni riguardo a Koresh. Diversi scrittori documentarono il peso del Cult Awareness Network nelle decisioni prese dalle autorità relativamente ai fatti di Waco. Mark MacWilliams notò come diversi studi avessero mostrato come "sedicenti esperti di culti come Ross, organizzazioni anticulto come Cult Awareness Network e disertori davidiani disamorati come Breault giocarono un ruolo importante nel popolarizzare un'immagine fortemente negativa di Koresh come pericoloso leader di un culto. Dipinto come 'ossessionato da sé stesso, egomaniaco, sociopatico e senza cuore', Koresh venne spesso rappresentato come un lunatico religioso che avrebbe spinto i suoi seguaci al suicidio di massa, oppure come un truffatore che manipola la religione per il suo bizzarro vantaggio personale". Secondo gli studiosi di religioni Phillip Arnold e James Tabor, che fecero un tentativo per risolvere il conflitto, "la crisi non si sarebbe conclusa in modo tragico se solo l'FBI fosse stato più aperto agli studi religiosi e più capace nel distinguere tra le dubbie idee di Ross e l'esperienza degli accademici".
In un articolo apparso sul The New Yorker nel 2014, Malcolm Gladwell scrisse che Arnold e Tabor dissero all'FBI che Koresh doveva essere persuaso a considerare un'interpretazione alternativa del Libro della Rivelazione, una che non considerasse una fine violenta. I due realizzarono una registrazione, appositamente per Koresh, il quale sembrò convincersi. Tuttavia, l'FBI attese solo tre giorni prima di cominciare l'assalto invece delle due settimane stimate, necessarie a Koresh per completare un manoscritto nato a partire da quest'interpretazione alternativa, per poi presumibilmente uscire dal complesso pacificamente. Un articolo scritto da Stuart A. Wright e pubblicato in Nova Religio discute di come l'FBI abbia malgestito l'assedio, affermando che "non c'è un esempio più grande di misfatto del fallimento del Federal Bureau of Investigation (FBI) di portare ad una risoluzione senza spargimento di sangue lo stallo durato 51 giorni". Alcune delle preoccupazioni principali di Wright riguardo all'operazione includevano il fatto che gli agenti dell'FBI, in special modo Dick Rogers, manifestarono una crescente impazienza e aggressione quando il conflitto poteva essere risolto da soluzioni più pacifiche. Wright affermò che Rogers disse in un'intervista che "quando abbiamo cominciato a privarli [del sonno], stavamo veramente avvicinando la gente a lui [Koresh] a causa della loro devozione nei suoi confronti", considerazione differente da ciò che riferirà poi al Dipartimento di Giustizia.

### L'uso di dispositivi potenzialmente incendiari nell'assalto finale
Il procuratore generale Reno aveva specificato che nessun dispositivo potenzialmente incendiario dovesse essere usato nell'assalto. Tra il 1993 e il 1999, il portavoce dell'FBI negò, anche sotto giuramento, che l'agenzia avesse usato un qualunque tipo di dispositivo potenzialmente incendiario durante l'assalto. Tuttavia, sono state trovate granate potenzialmente incendiarie Flite-Rite con gas CS tra le macerie subito dopo l'incendio. Nel 1999, il portavoce fece marcia indietro, affermando che avevano effettivamente usato quel tipo di granate, ma aggiungendo che queste erano state impiegate durante un tentativo di penetrare nel complesso al mattino presto, attraverso una fossa coperta e piena d'acqua, a 35 m di distanza dall'edificio principale, e che esse non furono sparate all'interno del complesso. Di conseguenza, l'FBI affermò che era improbabile che i dispositivi potenzialmente incendiari avessero contribuito all'incendio. Quando i documenti dell'agenzia furono inviati al Congresso per un'investigazione nel 1994, la pagina relativa all'uso di questi dispositivi mancava. L'incapacità per sei anni di chiudere la questione dell'uso o meno di granate potenzialmente incendiarie, nonostante le sue direttive di Reno, spinse la Procuratrice generale a chiedere un'ulteriore investigazione. Un agente senior dell'FBI riferì a Newsweek che almeno cento agenti dell'agenzia erano a conoscenza dell'uso di dispositivi potenzialmente incendiari, ma nessuno di loro parlò fino al 1999.

### I davidiani appiccarono l'incendio
L'FBI aveva posizionato dei dispositivi di sorveglianza sui muri del complesso, i quali registrarono diverse conversazioni che il Governo considerò prove a conferma che furono i davidiani ad appiccare il fuoco. Le registrazioni erano però imperfette e molte volte difficili da comprendere, tanto che le due trascrizioni realizzate differivano in molti punti. Secondo la reporter Diana Fuentes, quando la registrazione del 19 aprile venne ascoltata al processo, pochi tra i presenti udirono ciò che gli esperti dell'FBI affermarono di aver compreso: gli audio "erano pieni di rumore e le voci erano raramente discernibili... Le voci erano fiacche; alcuni presenti nell'aula dissero di averle comprese, altri no". I davidiani avevano dato minacciosi avvertimenti riguardo a un incendio in diverse occasioni. Ciò avrebbe o meno potuto essere indicativo delle loro azioni future, tuttavia per il verdetto vennero considerate fondamentali le conclusioni dell'indagine del Congresso, secondo cui furono i davidiani stessi ad appiccare l'incendio, "mancando ogni altra potenziale fonte di ignizione". Tali conclusioni giunsero prima dell'ammissione da parte dell'FBI dell'utilizzo di granate potenzialmente incendiarie, anche se un'investigazione durata un anno, eseguita dall'Ufficio per le Consulenze Speciali, avvenuta dopo tale ammissione, giunse alle medesime conclusioni del processo e non vi furono ulteriori indagini da parte del Congresso. Durante la deposizione in uno dei processi civili nel 1999 venne ascoltato un sopravvissuto all'incendio, Graeme Craddock. Egli affermò di aver visto alcuni davidiani spostare circa quattro litri (una dozzina di contenitori da un gallone ciascuno) di carburante in modo da impedire ai veicoli blindati di investirli, di aver udito conversazioni riguardo allo sversamento di carburante all'esterno del complesso e, dopo lo scoppio dell'incendio, di aver sentito qualcosa come "accendi il fuoco" provenire da uno dei davidiani, anche se non identificando chi fosse stato. Il professor Kenneth Newport, nel libro The Branch Davidians of Waco: The History and Beliefs of an Apocalyptic Sect, tentò di dimostrare che l'incendio fosse stato pianificato in precedenza e consistente con la teologia davidiana. Egli citò come prova le già menzionate registrazioni dell'FBI durante l'assedio, le testimonianze dei sopravvissuti Clive Doyle e Graeme Craddock, nonché l'acquisto di carburante diesel avvenuto un mese prima dell'assedio da parte dei membri della setta.

### La possibilità di un suicidio di massa
L'FBI ricevette rapporti contraddittori sulla possibilità che Koresh si suicidasse e non era certo se avrebbe compiuto o meno tale gesto. Le prove ottenute fece loro credere che i davidiani non avessero pianificato un suicidio di massa, in aggiunta alle affermazioni delle persone uscite dal complesso, le quali non percepirono alcuna preparazione in tal senso. Vi era però una remota possibilità che alcuni dei seguaci potessero unirsi a Koresh se egli avesse deciso di commettere un suicidio. Secondo il rapporto di Alan A. Stone, durante l'assedio, l'FBI usò una prospettiva psichiatrica incorretta per valutare le risposte dei davidiani agli eventi, che portò gli agenti a sovrastimare le affermazioni di Koresh sull'impossibilità di commettere un suicidio. Sempre secondo Stone, questa valutazione erronea impedì all'FBI di porre le domande pertinenti a Koresh e agli altri membri della setta circa l'intenzione di eseguire un suicidio di massa. Una domanda più pertinente sarebbe potuta essere: "cosa fareste se stringessimo il cappio attorno al complesso in una dimostrazione di forza travolgente e, usando gas lacrimogeno, vi obbligassimo a uscire?" Stone scrisse:

## Nei media
- All'assedio di Waco è ispirato Campo del Paradiso, un episodio della seconda stagione di Walker Texas Ranger.
- La canzone Davidian del gruppo groove metal statunitense Machine Head (presente nell'album di debutto Burn My Eyes) si basa sulle vicende dell'assedio di Waco.
- Il brano Lone Star Song del gruppo statunitense Grant Lee Buffalo (incluso nell'album Mighty Joe Moon) si basa sulle vicende dell'assedio.
- La miniserie TV del 2018 Waco, prodotta da Paramount Network, si basa sull'assedio di Waco.
- Il documentario Waco: Regole d'ingaggio (Waco: The Rules of Engagement) del 1997 di William Gazecki analizza la gestione da parte dell'ATF e dell'FBI dell'evento, sottolineandone gli errori e le responsabilità sulla strage accaduta.
- La Repubblica di Dave in Fallout 3 richiama palesemente questa setta.
- La mappa multiplayer Oregon del videogioco Tom Clancy's Rainbow Six: Siege è stata ispirata dall'assedio di Waco.
- Per la trama del videogioco Far Cry 5 è stata presa ispirazione dai davidiani e dall'assedio di Waco. L'Eden's Gate, ossia la fazione antagonista, è chiaramente un'allusione ai davidiani.
- La puntata 4x03 della serie TV Criminal Minds, "Fede cieca" ripercorre alcuni avvenimenti della vicenda di Waco, citandola più volte. L'episodio pur basandosi su questa vicenda reale ha una trama diversa.
- La puntata 3x08 della serie TV South Park, "Bagno caldo per due", inserisce nella trama la vicenda di Waco, rappresentando gli agenti ATF in modo provocatorio e ironico.
- Nel 2023 Netflix ha rilasciato la mini-serie documentario L'assedio di Waco che narra gli eventi con filmati ed interviste inedite.
- L'ulima parte del romanzo A volte ritorno di John Niven sembra essere ispirata all'assedio di Waco.